# Héloïse (abbesse)
Pour les articles homonymes, voir Héloïse.
Héloïse (en grec Έλούσα transcrit Eloysa, en latin Heloisa, parfois Heloissa), née vers 1092, et morte le 16 mai 1164, est une intellectuelle française du Moyen Âge, épouse d'Abélard et première abbesse de l'abbaye féminine du Paraclet. Chantre de l'amour libre, elle est la deuxième femme de lettres d'Occident dont le nom soit resté et le premier écrivain à affirmer et définir la spécificité du désir féminin.
Il ne reste de ses poèmes qu'une incertaine oraison funèbre et rien de sa musique ni des chansons de sa jeunesse que reprenaient les Goliards. Le peu de ses lettres qui a été recueilli constitue en revanche un « monument » fondateur de la littérature française, célébré comme tel dès la fin du XIIIe siècle, mais mis à l'index en 1616. Plus passionnée et érudite qu'érotique, cette correspondance est l'archétype latin du roman d'éducation sentimentale et un modèle du genre épistolaire classique tel qu'il s'illustrera de la Religieuse portugaise à Dominique Aury, en passant par Madame de Lafayette et Laclos, ou encore la Julie de Rousseau et le Werther de Goethe.
Phénomène social du Moyen Âge central « renaissant », Héloïse inaugure avec Abélard la mode du couple de célébrités, amplement mis en scène par celui-ci dans son autobiographie à succès, Histoire de mes malheurs. Sa vie, des plus romanesques, en a fait la figure mythique de la passion amoureuse, outrepassant le modèle de l'« amour courtois » élaboré à la même époque sous les traits de Tristan et Iseult.
Derrière ce masque de femme fatale, l'œuvre de l'exégète savante, célèbre avant même sa rencontre avec Abélard, pour avoir été la première femme à suivre l'enseignement des arts libéraux, témoigne d'une tentative de définir pour les femmes un statut clérical leur donnant accès à l'éducation. Soutenue par la cour de Champagne en rivalité depuis deux siècles avec les Capétiens, Héloïse réalise ce projet en fondant le Paraclet, premier ordre monastique doté d'une règle spécifiquement féminine. La réforme grégorienne s'emploiera à ce que ce modèle ne lui survive pas et que les religieuses ne deviennent plus des « femmes savantes ».

## Biographie
Basée sur une hypothèse de recoupement entre différents rares manuscrits parfois disparus, la biographie d'Héloïse, comme celle d'Abélard, reste sujette à révision. Seuls certains points essentiels ont été établis par Abélard lui-même. Le récit qui suit devrait donc être lu au conditionnel.

### Naissance scandaleuse (~1092-~1107)

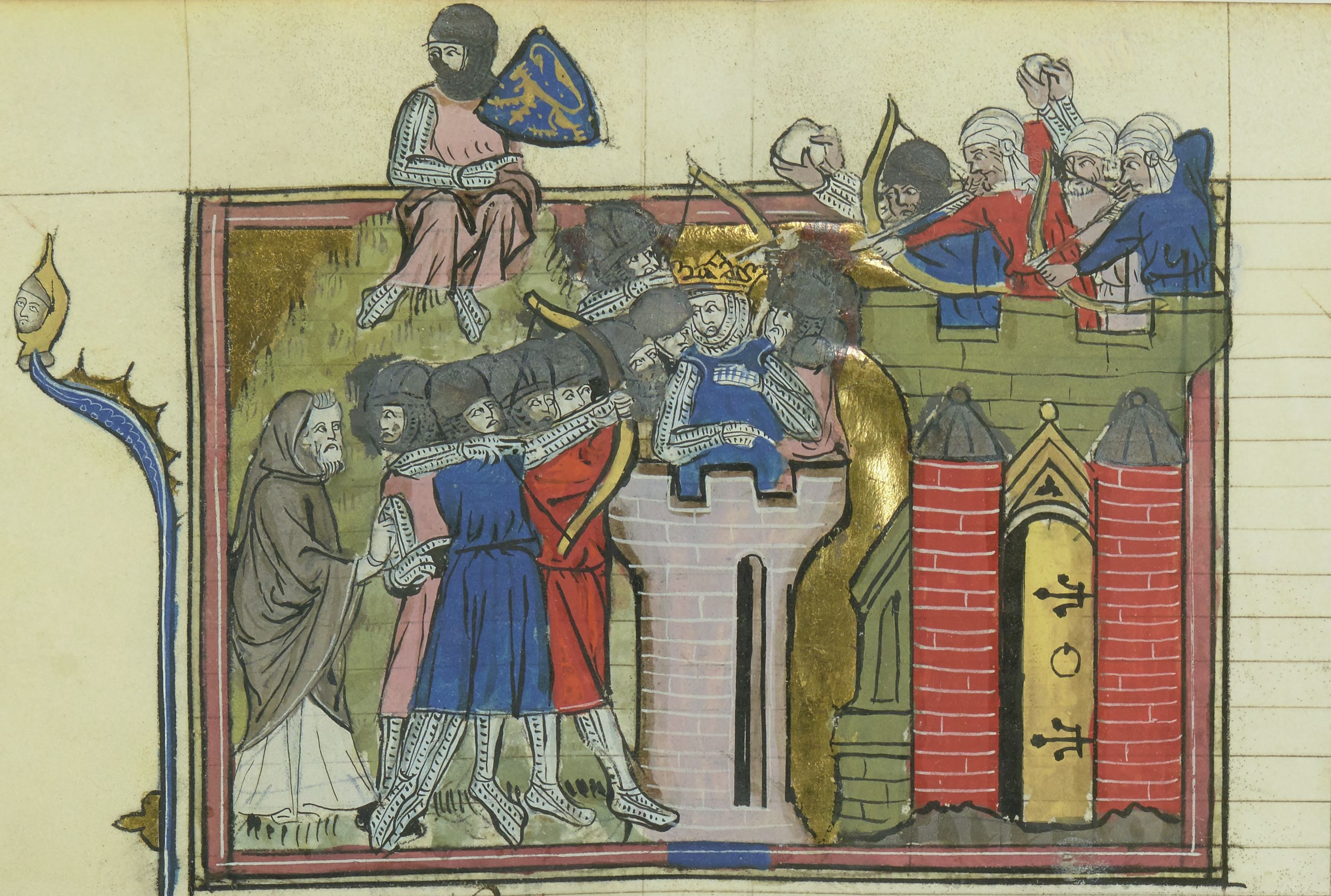
Massacre de Jérusalem en 1099
Comme le roi Étienne et son frère Thibault de Champagne, qui a joué un rôle si déterminant dans sa vie, Héloïse appartient à la génération des enfants des premiers croisés et vit à une époque qualifiée en France de « Renaissance capétienne ». Close par l'Anarchie, le début de la répression contre le catharisme puis, durant la régence à Jérusalem de Mélisende, la catastrophique deuxième croisade, c'est la période au cours de laquelle sont découverts les textes de la Logica nova.

Héloïse est peut-être la fille illégitime d'un noble occupant une position sociale élevée, allié des Montmorency. Il n'est pas improbable que son père soit le Grand bouteiller de France Gilbert de Garlande dit Païen, frère d'Étienne de Garlande, lequel a été dénoncé comme un « libertin » avant l'heure par son détracteur Yves de Chartres, ou bien un certain Jean, fils d'un membre de la suite de la Dame de Montlhéry, Hodierne de Gometz, devenu prêtre avant 1096 et fait chanoine de Saint-Germain-l'Auxerrois. Mais on ne trouve dans les documents d'époque qui la concernent aucune allusion à une naissance illégitime.
Sa mère, prénommée Hersende, est peut-être celle qui a fondé entre 1101 et 1115 Fontevrault. Elle aurait été orpheline, élevée par ses frères issus d'une puissante famille angevine et devenue par son second mariage Dame de Montsoreau,, veuve dès 1086, entrée dans les ordres avant 1096, ou une moniale du même nom, mais qui est peut-être la même personne, chassée en 1107 de l'abbaye Saint-Éloi, après que l'évêque Galon et l'archidiacre Guillaume de Champeaux, champions de la réforme grégorienne, l'ont dénoncé comme une « caverne de fornication »[pas clair].
L'enfant grandit parmi d'autres demoiselles auprès des bénédictines de l'abbaye Notre-Dame d'Argenteuil, qui lui enseignent à partir de ses sept ans la lecture puis la grammaire.

### Un enseignement de premier plan (~1108-1112)

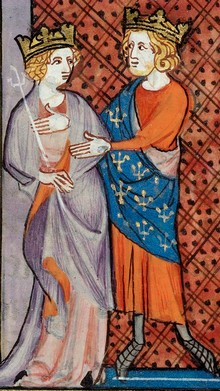
Bertrade et Philippe, exemple royal donné jusqu'aux dix ans d'Héloïse d'une éthique amoureuse que la réforme grégorienne abolira.

Adolescente, Héloïse voit son éducation confiée par sa mère à l'un des deux frères de celle-ci, Fulbert. Ce chanoine, depuis au moins 1102, exerce au sein de l'Hôpital des Pauvres une charge de sous-diacre « extra muros » c'est-à-dire à l'extérieur du Cloître. C'est une charge probablement obtenue grâce à deux alliés de la famille, le feu suffragant Guillaume de Montfort, et la demi-sœur de celui-ci, la reine illégitime Bertrade, retirée depuis 1104 à Fontevrault.
Héloïse poursuit ainsi sa jeunesse vraisemblablement au presbytère de la chapelle Saint-Christophe, qui appartient aux Montfort. Sa condition d'aristocrate sans biens propres et sans héritage, la destine au mariage ; un mariage sans dot, donc à un veuf ou un noble que la famille aurait des raisons de vouloir marier à tout prix. Elle n'aura de cesse de travailler pour échapper à cette condition.
Cet oncle, qui a pu être un secours au moment où sa sœur mettait au monde sa nièce, introduit Héloïse au trivium et la pousse dans le cursus des arts libéraux, au moment où le corps le plus conservateur de l'enseignement se retire du monde pour fonder autour de Guillaume de Champeaux l'abbaye savante Saint-Victor. Resté bien en cour après l'avènement de Louis le Gros, qui succède à son père le roi Philippe en 1108, Fulbert est un homme avide de charges et des revenus attenants. Il a fréquenté Baudri de Bourgueil, qui est un lettré versé dans la poésie latine (en), initiateur avec Marbode de la Renaissance angevine et précurseur de l'humanisme. C'est chez Baudri, inventeur de ce genre littéraire inspiré par les Héroïdes d'Ovide, qu'Héloïse trouvera l'idée de correspondance amoureuse.

### Genèse d'une légende (1113-1117)

#### La rencontre de la chansonnière avec le Maître (1113)

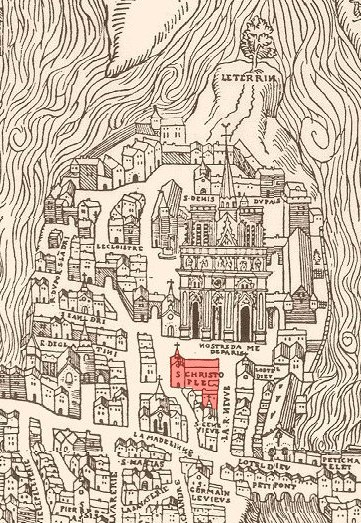
En rouge, la chapelle Saint-Christophe sur un plan de Paris en 1552. Le cloître Notre-Dame, où était l'école cathédrale, est à gauche de Notre Dame, au-delà du porche. À l'époque d'Héloïse, c'était une basilique romane, Saint-Étienne, qui occupait approximativement l'emplacement de Notre-Dame. Le Cloître de Paris ne s'appelait pas encore Notre Dame.

En tant que chanoine membre du chapitre cathédral de Saint-Étienne, le tuteur d'Héloïse prend en pension, sous le même toit que sa filleule, l'écolâtre de l'école cathédrale du Cloître de Paris, Abélard, qu'il soutient depuis de nombreuses années dans sa démarche moderniste. Abélard, qui a quitté son poste de Corbeil en 1107 pour prendre une année sabbatique au Pallet et enseigne depuis 1110 à Sainte-Geneviève du Mont où, depuis Melun, l'a appelé Etienne de Garlande quand celui-ci en a été nommé doyen, est promu à ce poste dans l'île de la Cité une seconde fois en 1113, après en avoir été évincé en 1109 par son ancien maître et désormais ennemi Guillaume de Champeaux. Cette nomination rehausse le prestige de l'école parisienne face à celle des disciples d'Anselme de Laon, Albéric de Reims et Lotulphe de Lombardie, les rivaux d'Abélard dans la querelle des universaux.
Si la beauté solaire de la jeune femme n'est pas exceptionnelle sans être des moindres, ne serait-ce que par sa haute stature,, son rang, son engagement dans des études, chose inouïe pour une femme, plus encore son audace de les consacrer à un domaine non religieux, lui valent d'être une des personnalités les plus en vue de Paris. Son intelligence et ses connaissances en latin, grec et hébreu, spécialement celle des auteurs antiques, encore ignorés de l'enseignement officiel, étonnent. Ses chansons reprises par les goliards en font la figure féminine d'une jeunesse étudiante qui s'émancipe, à l'instar d'Abélard lui-même, de sa condition familiale et féodale et obtiendra à force de grèves quatre-vingt-six ans plus tard le statut de clerc, le for ecclésiastique à l'origine de l'Université.
Abélard, célibataire célèbre pour sa beauté et reconnu par ses pairs comme le plus éminent des enseignants de la dialectique, cherche à devenir son professeur particulier dans le but calculé de la séduire. Parvenu à trente-quatre ans au sommet de sa gloire, il est le fils aîné d'un chevalier poitevin qui s'attacha à la cour du comte Matthias et du duc souverain de Bretagne Alain Fergent et qui devint baillistre de la seigneurie du Pallet en en épousant l'héritière. 

#### La romance d'Héloïse (1113-1115)
Tel un trouvère de la cour du duc Guillaume IX d'Aquitaine qui semble avoir tant influencé son père, Abélard commence par faire de sa fredaine des chansons en latin, manière de délassement devenue son habitude, dont les mélodies séduisent jusqu'aux plus illettrés et deviennent les succès de la mode populaire du moment à travers tout l'Occident. Il y célèbre le nom d'Héloïse, créant la légende avant même l'histoire. « (...) avec ton refrain à succès, tu mettais ton Héloïse dans toutes les bouches. De moi toutes les places, de moi chaque maison résonnaient. »,.

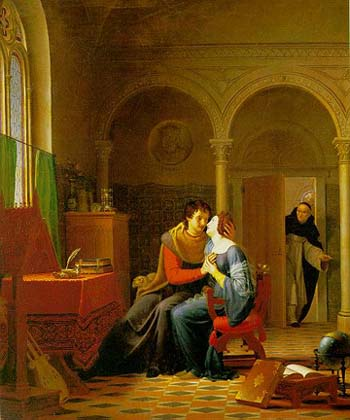
Les Amours d'Héloïse et d'Abélard par Jean Vignaud (1819).

« Hebet sydus leti visus cordis nubilo
L'astre dont la vue m'avait réjoui pâlit dans la brume de mon cœur. »

— Premier vers d'une chanson comparant « Helois » à Helios. Elle a été attribuée à Abélard par rapprochements avec les deux premiers vers d'un poème qu'il lui a adressé.

« Stella polum variat et noctum luna colorat
Sed michi sydus hebet quod me conducere debet.
L'étoile tourne au pôle et la lune colore la nuit
Mais mon astre à moi pâlit, lui qui devait me guider. »

— Les deux vers en question.

#### L'invention de l'amour féminin (1114-1115)

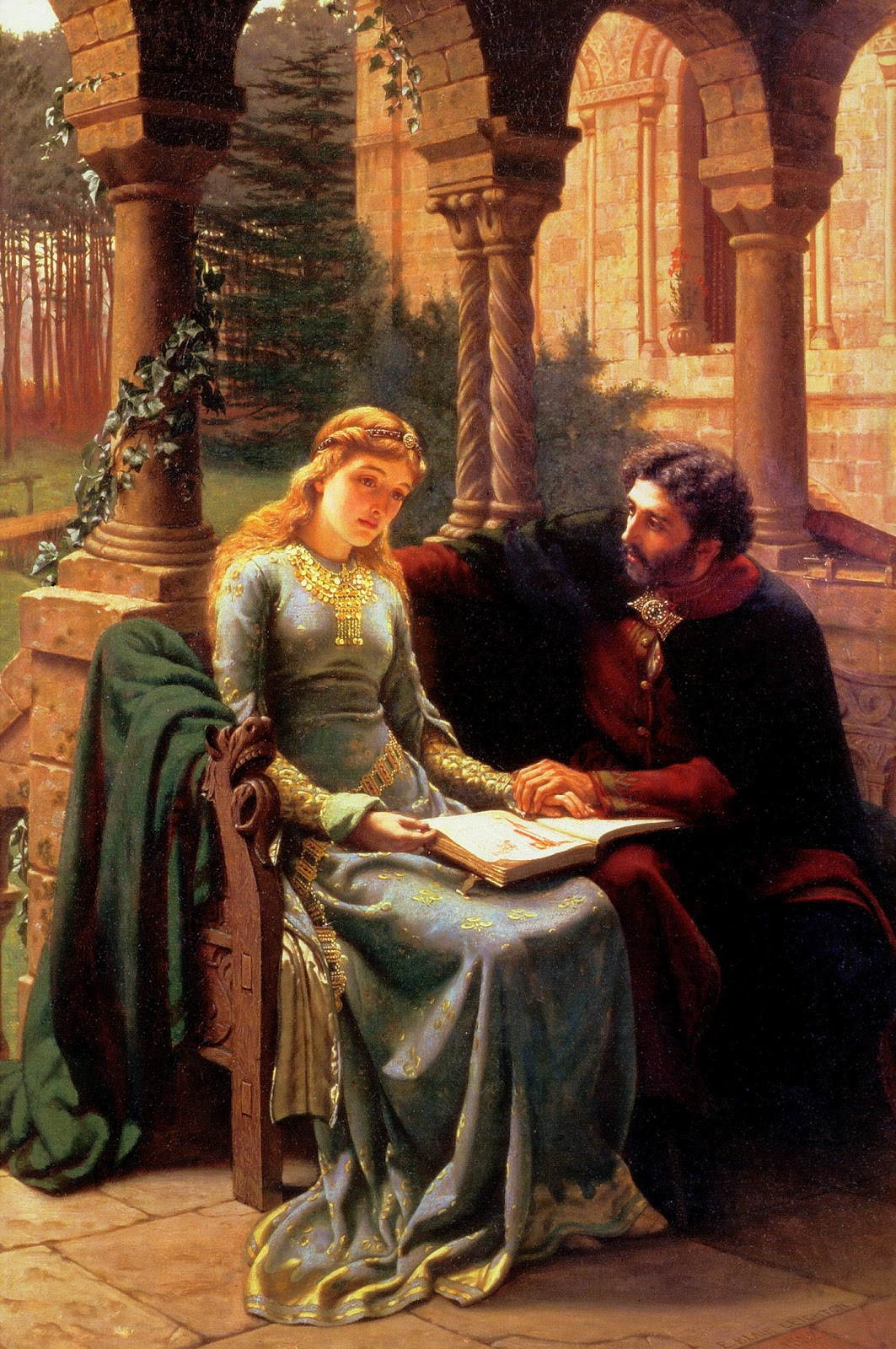
Abélard et son élève Héloïse peints par E. B. Leighton en 1882 dans un cloître Notre-Dame anachronique. Héloïse est habillée d'une cotte hardie, robe moulante au plus près du corps pour ne rien cacher de la féminité, que la cour carolingienne avait mise en faveur,.

Tout Paris chante déjà Héloïse, jalousée des femmes, quand à l'automne 1114 Abélard initie avec elle, sous prétexte de leçons, une correspondance, moyen de séduction préféré à la seule conversation, aussi savante que galante. Les tablettes de cire retournées par le professeur, après qu'il y a ajouté sa réponse, sont recopiées par Héloïse, peut-être déjà avec une arrière-pensée éditoriale de ce qui est devenu les Lettres des deux amants. Les formules de salutations, détournées par jeu de leur seule fonction, sont l'occasion pour l'élève, au-delà du témoignage d'affection conventionnel, d'un exercice rhétorique et d'une innovation littéraire mêlant les allusions intimes aux références théologiques.
Clinicienne, Héloïse fait au cours de ces échanges l'analyse de son désir amoureux. Sublimant à travers l'être aimé l'avilissement de la concupiscence, le désir se transcende dans son exercice libre de nécessaire pécheur comme expression, plutôt que comme action, de la Grâce accordée par le Paraclet. Si la foi se vit à travers l'image du Christ qu'est l'homme aimé, c'est sans l'hypocrisie de renoncer à sa condition de femme désirante, de pécheresse, qu'Héloïse entend le faire, illustrant ainsi le thème évangélique de « se perdre pour se retrouver » tel que le formulera Thérèse d'Avila et que le diffusera le quiétisme. Ce faisant, elle met en application, ou détourne, dans l'alcôve la conception de responsabilité morale et juridique que développera ultérieurement Abélard selon laquelle les actes les plus coupables ne le sont pas si l'intention n'y est pas. Il n'y aurait pas de faute morale à tomber dans la luxure quand c'est par un effet de l'amour et non par perversité. « Morale du couple » plus que du seul moraliste à l'origine du droit moderne qu'est Abélard, c'est le mythe de l'amour dit libre et peut être mise, au moins par son inspiration amoureuse, au crédit d'Héloïse.
Plus qu'une correspondance amoureuse, les Lettres des deux amants sont une correspondance sur l'amour. Elle est en effet l'occasion pour Héloïse d'inventer sous le terme emprunté à Tertullien de « dilectio », au sens d'estime, une forme d'amour intellectuel. Elle le définit brièvement comme une aliénation entre semblables, une soumission volontaire (« in omnibus obire »), en réponse à l'amitié reçue. L'amour se distingue toutefois de l'amitié telle que la définit Cicéron entre personnes du même sexe, c'est-à-dire que s'y assume la différence des sexes. Semblables et singuliers, hommes et femmes ne sont pas identiques. Héloïse applique à la question de la nature de l'amour une autre leçon de son maître, une leçon de logique tranchée lors de la querelle des universaux sur la différence entre le genre et l'espèce.

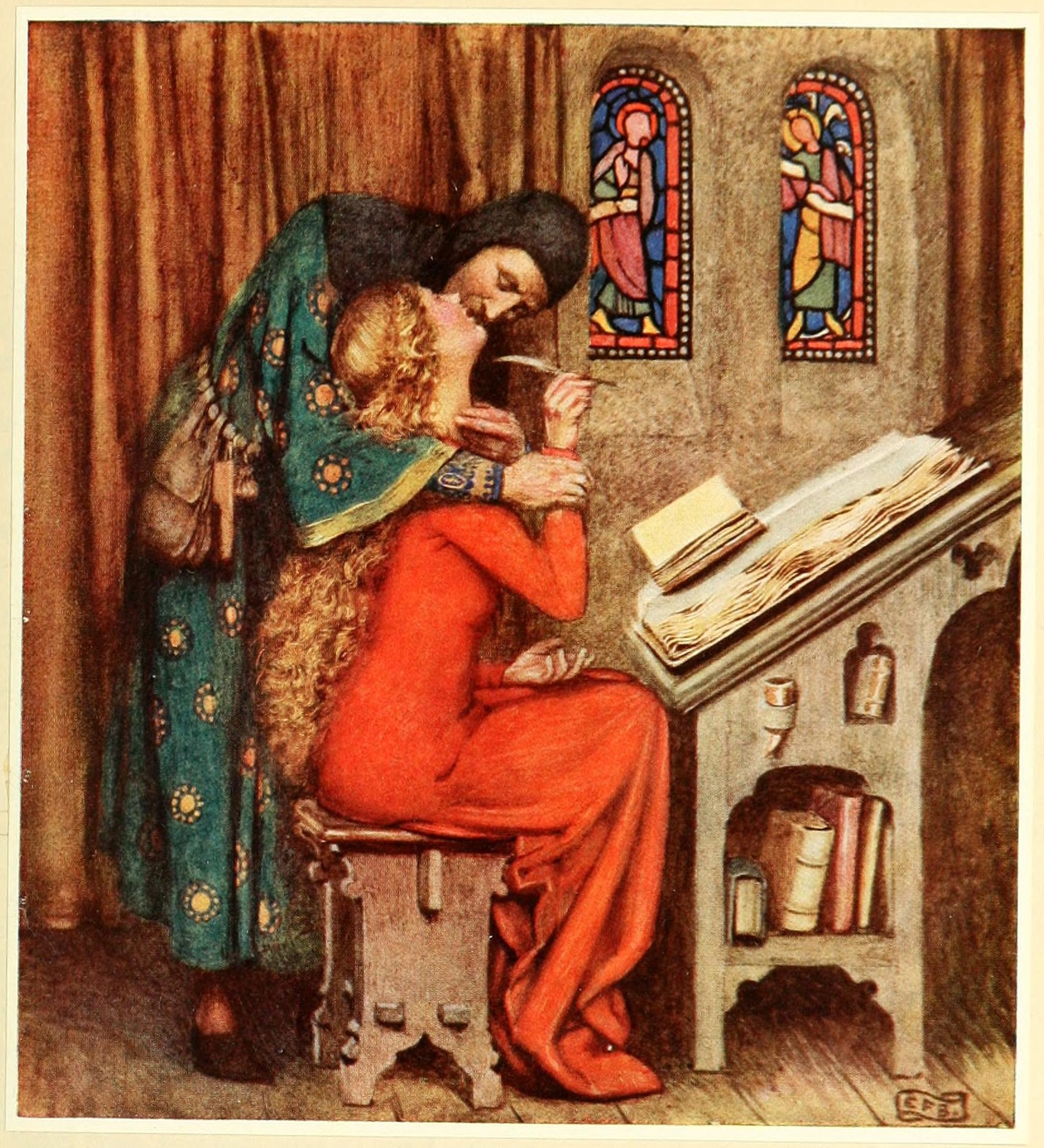
Eloisa and Abelard
par Eleanor Fortescue-Brickdale, 1919.

Cette conception « avant gardiste », post aristotélicienne du désir, tout d'une pièce intellectuel et sexuel, cette philosophie du sujet, responsable de ses désirs plutôt que de son comportement, sera déclinée six siècles et demi plus tard par les Précieuses sous l'allégorie de Tendre sur Estime, accomplissement de l'amour parfait. La définition que donne Héloïse de l'amour est triplement révolutionnaire, premièrement parce que c'est une femme qui s'exprime sur le sujet, deuxièmement parce qu'en faisant fi des élucubrations philosophiques masculines antérieures que lui expose son amant et qui la dépassent, elle prétend l'affirmer concrètement (« Dilectio (...) ex ipsius experimento rei »), à partir de son expérience personnelle (« naturali intuitu ego quoque perspiciens »),, troisièmement parce que, la différence des sexes se traduisant par des amours différents, elle affirme une spécificité de l'amour féminin. Inversement, Abélard lui confessera dix-huit ans plus tard, que l'amour spécifiquement masculin, le sien du moins, ne consiste, en tant que tel, en rien d'autre qu'une concupiscence la plus brutale.

#### Adultère et Astralabe (1116)
Entre l'élève et son professeur, de treize ans son aîné, s'engage une liaison transgressive, enflammée, mais inconstante, d'où la violence n'est pas exclue : « que de fois n'ai-je pas usé de menaces et de coups pour forcer ton consentement ? ». Les nuits de passion épuisent et entraînent les deux intellectuels jusqu'à des excès sadomasochistes : « j'allais parfois jusqu'à la frapper, coups donnés par amour, (…) par tendresse, (...) et ces coups dépassaient en douceur tous les baumes. (...) tout ce que la passion peut imaginer de raffinement insolite, nous l'avons ajouté. ».
Découverte semble-t-il au début de l'année 1116, la liaison scandaleuse tourne au vaudeville. Fulbert renvoie son pensionnaire, attisant la flamme des corps séparés. Le professeur est alors surpris une nuit en flagrant délit, au milieu des ébats du couple, et la jeune fille est éloignée à son tour. À son retour, « Une fois la honte passée, la passion ôta toute pudeur » et Héloïse tombe enceinte peu après.

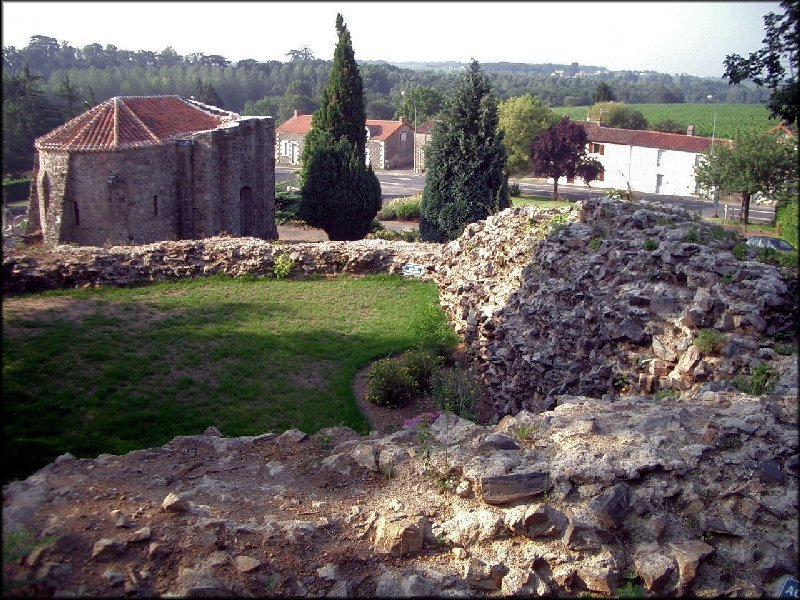
Ruines contemporaines du donjon du Pallet où Héloïse parturiante a vécu et s'est liée à sa belle-sœur, avec laquelle elle a fini sa vie au Paraclet.

Pour la soustraire aux autorités françaises, son amant organise son enlèvement, lui fournit un déguisement de nonne, l'emmène un jour que son oncle est absent et la conduit jusque dans sa patrie, au Pallet. C'est la garnison au sud de la Loire qui garde Nantes face à la France. Elle est tenue par le cadet d'Abélard depuis quatre ans que leur père Bérenger s'est retiré avec le roi Fergent à Redon. Pour prévenir une possible riposte, les fugitifs sont mis sous escorte.
À l'automne 1116, Héloïse accouche chez la sœur d'Abélard, Denyse, d'un fils auquel elle donne le prénom non chrétien d'Astralabe, c'est-à-dire, en français moderne, Astrolabe, sous-entendu « Puer Dei I », soit « premier fils de Dieu », d'après l'anagramme ésotérique ainsi formé de Petrus Abaelardus II,. L'astrolabe n'était à l'époque que d'un usage astrologique. L'enfant, qui sera baptisé sous le patronage de Pierre, est confié, non sans déchirements, à Denyse, à laquelle Héloïse restera attachée puisqu'elles termineront leurs jours ensemble à l'abbaye du Paraclet.

#### Le mariage (début 1117)

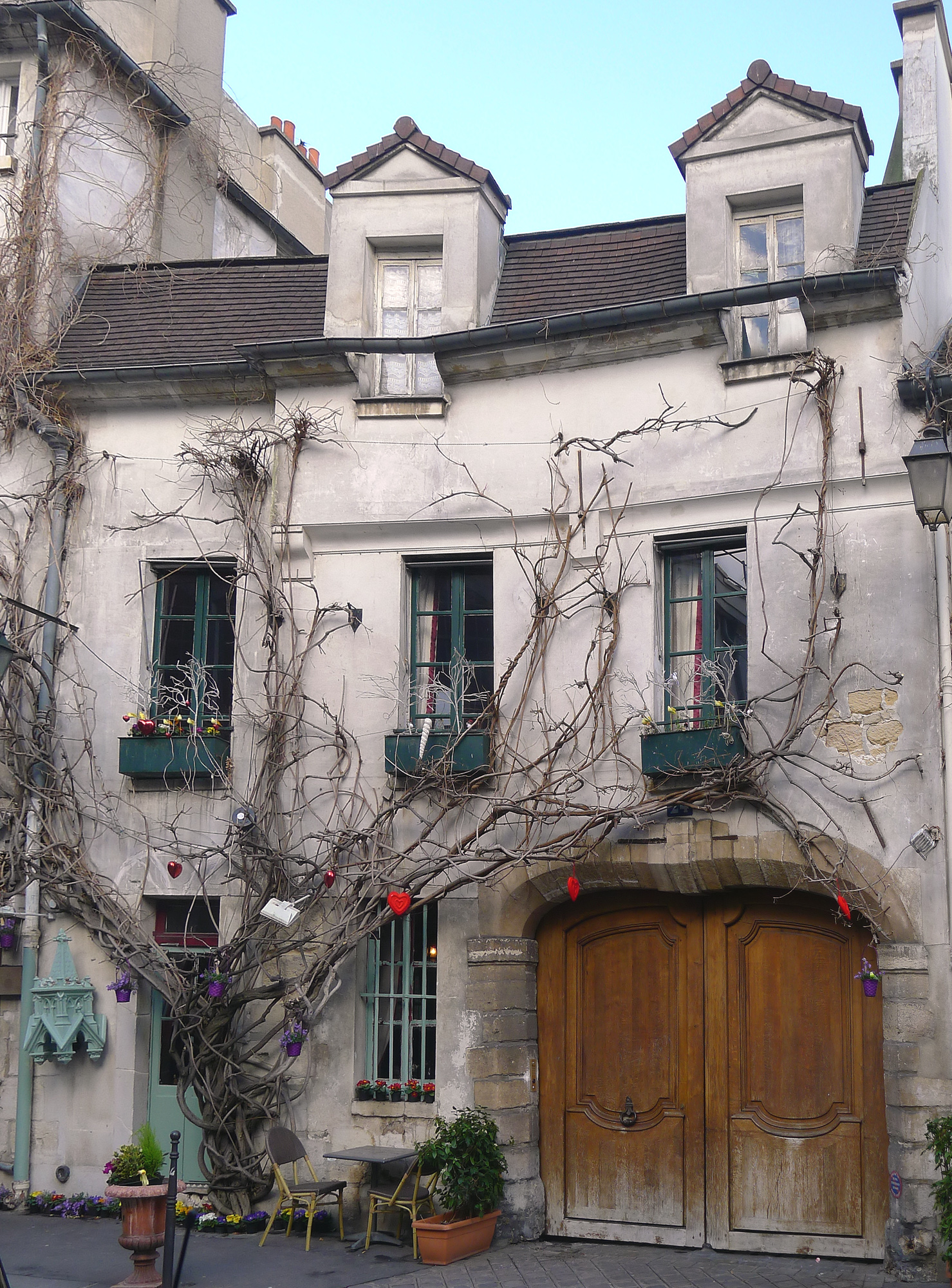
Actuelle façade au 24 rue Chanoinesse fermant la cour de l'ancienne chapelle Saint-Aignan, lieu vraisemblable du mariage secret d'Héloïse et Abélard.

Abélard retourne seul à Paris négocier le pardon de Fulbert, lequel obtient une promesse de mariage sans qu'Héloïse, restée au Pallet, ait été consultée. Celle-ci se voit un destin de courtisane dans un Paris qui invente, à l'occasion d'un boom économique et démographique, la mode et les salons mondains et qui offre aux femmes la tentation d'une condition nouvelle échappant à la réclusion ménagère, mais, au père de son enfant revenu la chercher, elle finit par céder, « seule chose à faire si nous voulons nous perdre tous deux et nous préparer un chagrin égal à notre amour. »
Dans les semaines suivantes, le mariage est prononcé à Paris devant témoins, mais à l'aube et secrètement, pour ne pas compromettre les chances du mari d'obtenir un canonicat qui exigeait le célibat considéré comme la preuve de la domination de ses sens et donc d'une supériorité morale. Cette question du célibat sacerdotal ne sera véritablement tranchée qu'au concile de Latran de 1139, mais pour ses partisans, les amants sont alors le contre-exemple le plus scandaleux. Il a fallu trouver un prêtre conciliant et discret. La cérémonie a pu se faire aussi bien à la chapelle Saint-Christophe, chez l'oncle maternel, qu'à la chapelle Saint-Aignan, érigée un an plus tôt par l'hypothétique oncle paternel Etienne de Garlande dans l'hôtel que celui-ci possède dans le Cloître de Paris.
Au-delà de ce calcul carriériste, Héloïse, opposée à son mariage parce que se jugeant à la fois une personne indigne de son époux et une entrave à son destin d'enseignant réformateur, fait de la dénégation de sa condition d'épouse une question éthique : selon ses dires, se marier serait comme une prostitution de la femme, un intéressement matériel de l'épouse à une condition sociale toute masculine, qui peut convenir à celle qui « si l'occasion s'en présentait, se prostituerait certainement à un plus riche encore », mais pas à une femme véritablement amoureuse de la personne elle-même, comme si l'un était exclusif de l'autre. Préfigurant les jugements des cours d'amour qui définiront la fine amor comme un amour platonique mais souvent impossible, elle aurait voulu, nonobstant la décision de son maître, rester « douce amie ».
« Le nom d'épouse paraît plus sacré [..]. J'aurais voulu, au risque de te choquer, celui de concubine et de putain, dans l'idée que plus je me ferais humble sous ton regard, plus je m'attacherais de titres à obtenir tes grâces […] », et en insistant « [...] il m'aurait paru plus souhaitable et plus digne d'être ta courtisane plutôt que l'impératrice [d'Auguste] ».

#### Rébellion et castration (fin 1117)
Pour Fulbert, l'honneur familial est réparé par le mariage. Aussi trahit-il la convention passée avec son quasi gendre et rend ce mariage public, alors qu'Héloïse s'obstine à le nier en public comme en privé. Si elle agit ainsi, c'est parce qu'elle se soucie de préserver le secret qui protège la carrière de son mari, mais aussi parce qu'elle n'a pas renoncé à une vie indépendante.
Fulbert bat sa nièce ingrate à chaque marque d'obstination, méthode d'éducation tout à fait ordinaire à l'époque, du moins pour les garçons. Pour se soustraire aux coups, celle-ci, désormais émancipée par son mariage de la tutelle de son oncle, mais ne pouvant  s'installer en ménage avec son mari sans révéler au public le secret, retourne comme pensionnaire au couvent très mondain de Sainte Marie d'Argenteuil. Plus que jamais, les apparences cachent le plus scabreux : Abélard n'hésite pas à sauter le mur du couvent et les époux n'ont de cesse que leur fornication reprenne fût ce dans un coin du réfectoire.
L'oncle se croit trahi une seconde fois par un Abélard qui, jugeant paternité et travail d'écriture incompatibles dans un foyer qui ne disposerait pas de domesticité et d'espace suffisant, rechigne à devenir un « âne domestique ». Il voit le roué abandonner tout projet familial et se débarrasser d'une épouse en l'obligeant à entrer dans les ordres. En août 1117, il le fait châtrer, châtiment habituellement réservé aux violeurs, par des hommes de main, qui ont soudoyé le valet de la victime.
Dès le lendemain matin, la foule afflue vers les lieux du crime. Les bourgeois de Paris, estimant l'honneur de leur ville en cause, peut-être moins par la blessure infligée à un écolâtre que par l'injure faite au second personnage de l'État qu'est le Chancelier Étienne de Garlande en s'attaquant à un de ses proches, saisissent le suffragant Girbert, dont relève le chanoine. L'évêque juge que le préjudice n'est pas seulement physique, mais que ce qui est lésé, c'est la notoriété d'Abélard, privé de voir son public sans éprouver de honte. Aussi le tribunal épiscopal condamne-t-il, selon la loi du talion, le valet et l'un des exécutants à la castration, mais aussi à l'énucléation. Les autres complices n'ont pu être arrêtés. Fulbert est démis de son canonicat, ses biens sont confisqués. Le vieillard ayant niéson implication, un doute subsiste sur le mobile et les intentions du commanditaire. Aussi Abélard renonce-t-il à faire appel, mais il reçoit sans doute un dédommagement matériel pris sur les biens saisis, dont l'usage revient ainsi à son épouse.

### Moniale de Sainte-Marie d'Argenteuil (1118-1128)

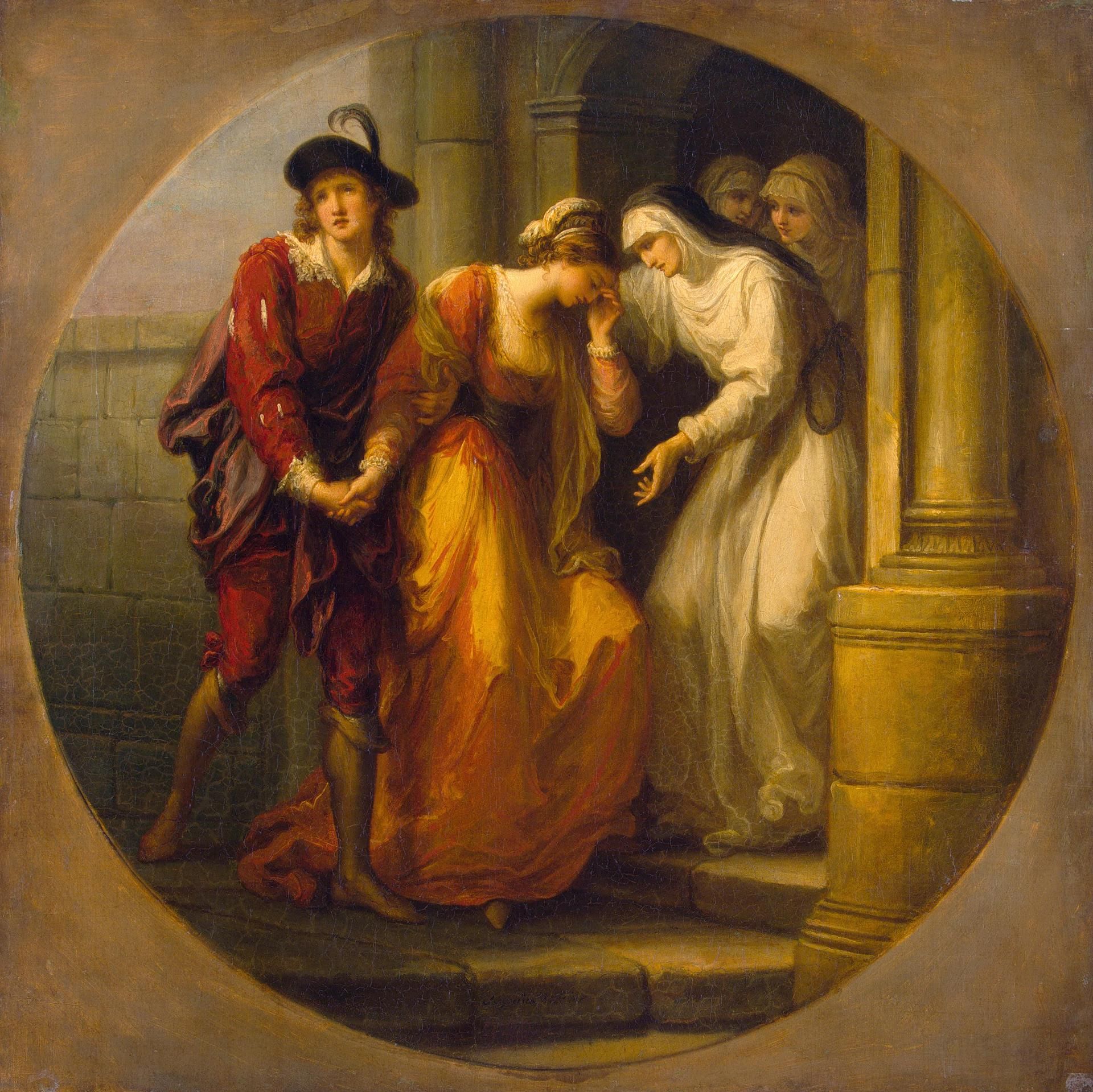
Les Adieux d'Héloïse à Abélard,
huile sur toile visible à l'Ermitage
peinte en 1780 par Angelica Kauffmann
pour illustrer l'édition d'Alexander Pope.

Au début de l'année suivante, son mari encore convalescent,, Héloïse, accablée par la culpabilité, prend le voile en grande pompe des mains de l'évêque de Paris Girbert lui-même. La cérémonie est donc d'importance mais c'est contre son gré qu'elle s'y plie, uniquement par obéissance à Abélard, qui entrera à son tour dans les ordres, à Saint Denis, trois lieues en amont sur la Seine, mais seulement après s'être assuré qu'elle l'a fait elle-même. Elle lui reprochera amèrement ce manque de confiance dans sa soumission. Cette prise de voile, le mariage n'étant plus secret, ouvre de nouveau à Abélard la perspective de continuer dans les ordres sa carrière, qui visiblement seule importe, et c'est donc bien à celle-ci qu'Héloïse se sacrifie.

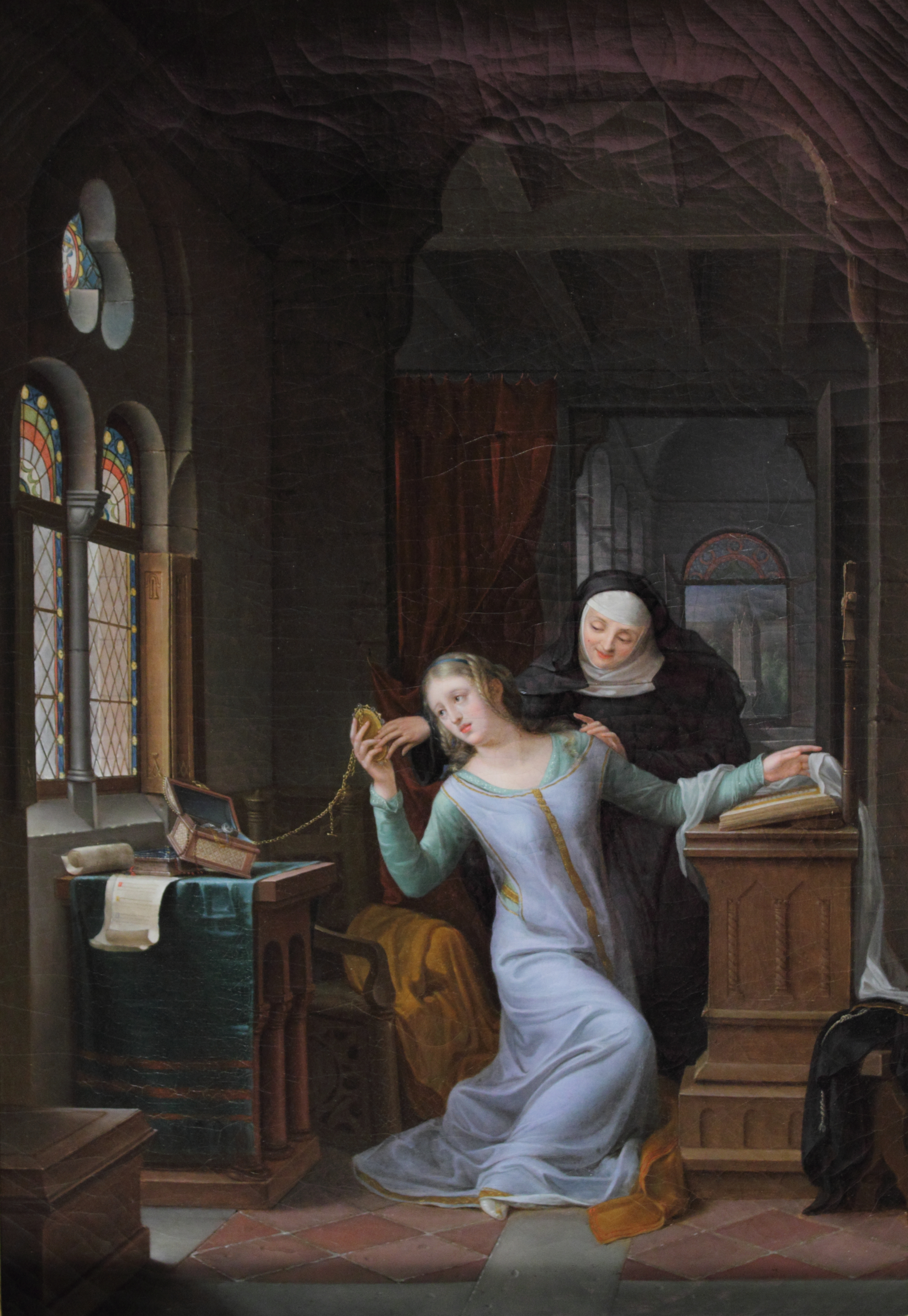
Héloïse embrassant la vie monastique fantasmée en 1812 par Jean-Antoine Laurent.

Un ou deux ans plus tard, Abélard, en guerre avec ses frères bénédictins aux « mœurs infâmes », est éloigné d'elle en même temps que d'eux, en obtenant la charge d'un prieuré qui appartient à l'abbaye mais qui est du ressort de la justice de son protecteur, le comte de Champagne Thibault, prieuré que la tradition identifie au prieuré Sainte-Marguerite de Maisoncelles. Il y reprend un enseignement lucratif dont elle est ou pourrait être, en tant qu'épouse, bénéficiaire. Or cet enseignement dérange les prédicateurs populaires parce qu'il est une tentative, un siècle avant Thomas d'Aquin, de restaurer, en s'appuyant sur la philosophie antique d'Aristote, la théologie sous une forme chrétienne, de fonder la Foi non pas seulement sur la tradition mais aussi sur la science, de convertir à la doctrine moins par l'autorité du prédicateur que par le raisonnement individuel. Abélard s'en prend personnellement à un de ses détracteurs, son ancien maître Roscelin, qui est l'auteur de la théorie des universaux, et propose de le confondre publiquement.
C'est alors qu'il est accusé de troubler l'Église en mêlant condition monastique et condition maritale. C'est donc par Héloïse que les ennemis d'Abélard trouvent prise pour le discréditer, en l'accusant par voie de lettre ouverte d'entretenir sa femme avec les honoraires de son enseignement tout en restant moine. Héloïse est insultée et dénoncée tout en même temps comme une innocente victime et une fille de joie. Roscelin va jusqu'à reprocher au professeur son sceau, qui le représente formant un seul corps avec sa femme,. En 1121, c'est le grave échec du concile de Soissons. Abélard est condamné sans débat pour sabellianisme à livrer lui-même sur le champ un exemplaire de sa Théologie du souverain bien, « traité de l'unité et de la trinité divines », à un autodafé. L'ouvrage serait contraire à l'article 20 du symbole de Sirmium de 351, et ce en dépit du fait qu'il est conforme au symbole de Nicée qui précise, sinon corrige, le précédent.
Les tribulations que doit endurer son mari ne rendent pas son amant à Héloïse et elle se sent trahie par sa prise de voile. Au bout d'une dizaine d'années de cette vie monastique frustrante menée sans vocation, elle devient prieure de son abbaye.

### La prieure de la Sainte-Trinité (1129-1144)

#### La fondation du Paraclet (1129-1131)

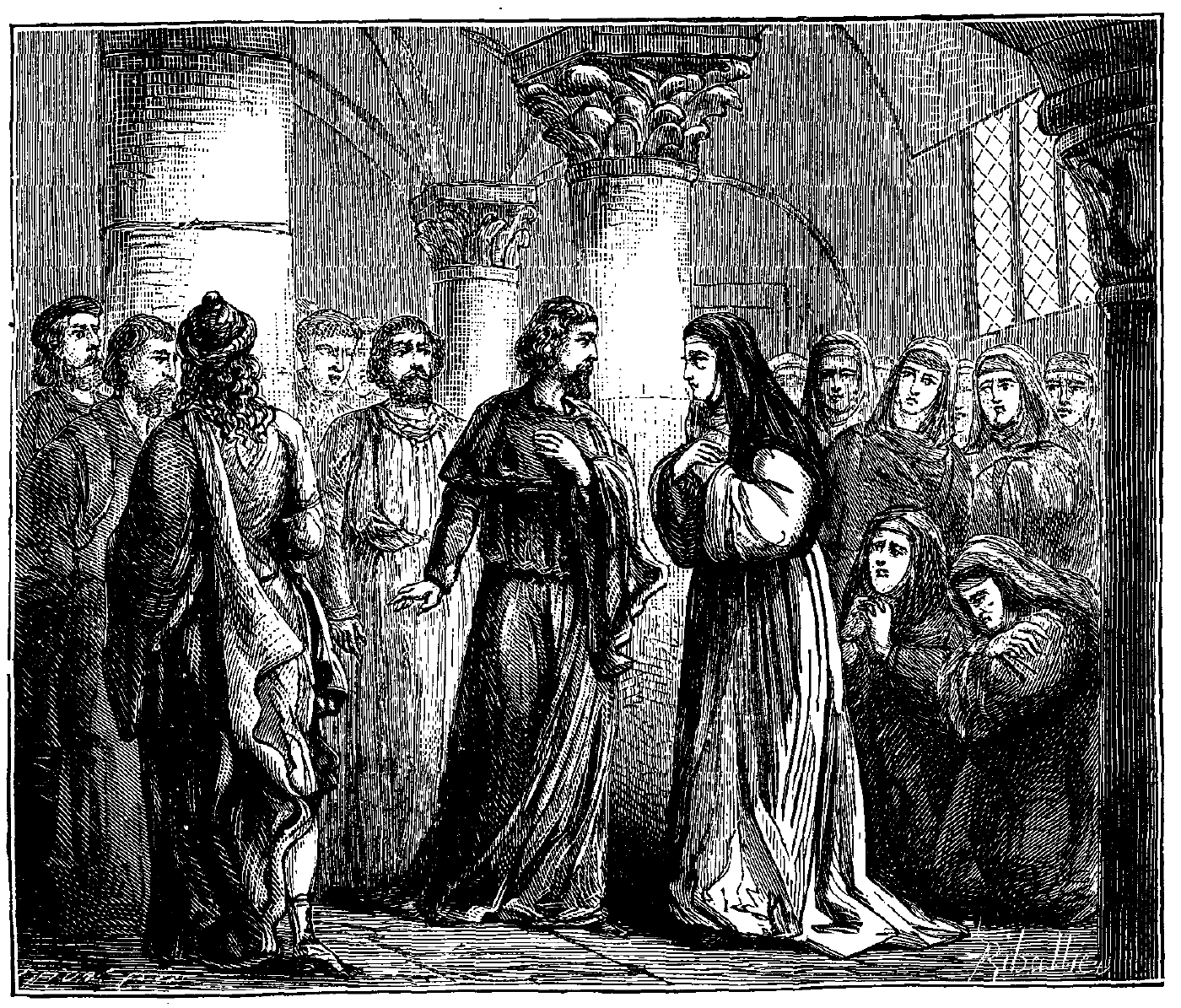
Abélard reçoit Héloïse au monastère du Paraclet (1129). Gravure de 1897. En réalité, s'il y avait un « dortoir clos », fort modeste à en croire les témoins du XVIIIe siècle, les moniales, pour la plupart aristocrates, ont probablement été accueillies dans les cabanes abandonnées deux ans plus tôt.

En 1129, Héloïse est chassée sans ménagement de son monastère avec ses sœurs bénédictines par Suger, ennemi des Montmorency comme d'Abélard et nouvel abbé de Saint-Denis qui souhaite élargir l'assiette de sa fondation et loger des frères sous ses ordres. Les filles trouvent refuge dans l'abbaye Notre-Dame d'Yerres auprès d'Eustachie, veuve de Baudoin Le Riche et Dame de Corbeil, petite ville que Suger vient de quitter pour son nouveau poste. Il s'agit donc d'un échange en même temps que d'une relégation qui fait suite à la défaveur des Montmorency et aux défaites qu'ont subies Hugues du Puiset et Milon de Montlhéry, malgré le soutien que leur avait apporté Thibault, le futur comte de Champagne, lui-même défait en 1118 à L'Aigle.
Abélard est entre-temps retourné en Bretagne, où son frère Porchaire est un chanoine influent du chapitre de Nantes. Devenu abbé de Saint-Gildas de Rhuys, il a ses introductions auprès du souverain, le Duc Conan le Gros, alors que la prieure Héloïse, en transit à Yerres, est dans l'alternative d'embrasser la condition de converse ou de se retrouver à la rue.
Il offre à celle qui se considère toujours comme son épouse, aussi bien que celle du Christ, de fonder une nouvelle abbaye au lieu d'un ermitage qu'il avait fait bâtir en 1122. C'est un petit bâtiment construit sur un terrain que le comte Thibault lui avait concédé deux ans après son intronisation, à Quincey en Champagne, au-dessus de Nogent, entre Provins et Troyes. De nombreux jeunes gens, y dressant un campement de cabanes, l'avaient rejoint pour réinventer une vie proche de la nature et suivre son enseignement, mais il les avait abandonnés en 1127, fuyant au Rhuys la menace d'une nouvelle condamnation par ses rivaux cisterciens et prémontrés.
Dépendant du même chapitre sénonais que préside le primat Henri le Sanglier et où siège Geoffroy de Lèves qui avait défendu Abélard au procès de Soissons, Héloïse s'y installe avec la moitié des sœurs d'Argenteuil. Le 28 novembre 1131, en plein schisme, l'évêque Hugues de Montaigu obtient pour son collègue Hatton du pape Innocent II le privilège qui agrée la fondation et qui fait d'Héloïse la prieure de l'« Oratoire de la Sainte-Trinité ». Bien qu'en janvier de la même année le pape en déplacement avait reçu Abélard qualifié de « recteur des écoles excellentissimes ayant attiré les hommes de lettres de presque toute la latinité », le maniement abélardien du concept johannien de Paraclet, qualité générique commune aux trois personnes divines et non pas une de ces trois personnes, rend le terme grec trop polémique pour être dans un premier temps officiellement conservé.
Après une année d’extrême pauvreté, les dons sollicités par Abélard affluent enfin. Héloïse, s'étant sentie abandonnée de son amant, sort de ces trois dernières années « épuisée et chancelante » mais l'abbaye du Paraclet est un succès, qui se prolongera jusqu'à son aliénation en tant que bien national le 14 novembre 1792.

#### Amour fou et foi rationnelle (1132-1135)
Abélard, âgé de cinquante-quatre ans, abandonne définitivement le Rhuys en 1133, où ses frères ont tenté de l'assassiner. La correspondance en latin échangée dès 1132 entre la supérieure et son directeur, anciens amants de corps, est un monument de la littérature française. Au-delà de la mode carolingienne et compassée d'une prose rimée, les trois longues lettres d'Héloïse, toutes de finesse, annoncent déjà très nettement, par leur structure grammaticale logique et déjà française, le grand style hérité de Cicéron. L'auteur y mêle délicatement références et jeux de mots et se montre étonnement moderne tant par la profondeur de l'analyse psychologique que par la liberté du propos.
Héloïse ne renie rien de son amour intellectuel (dilectio) pour un Abélard embarrassé, ni même de son péché de concupiscence. À moins de quarante ans, elle ne cesse de remuer les images rémanentes de leurs fantasmes vécus, jusque dans le rêve et même la prière éveillée. Non sans réticences à transgresser une apparence que les convenances commandent, elle fait de la sincérité de l'aveu un exercice de style réjouissant. Tout en regrettant de n'avoir pas été elle aussi castrée de l'organe du plaisir, elle dévoile complaisamment la culpabilité de la femme désirante que cache l'hypocrite religieuse.
Au-delà des questions intimes, cette correspondance témoigne d'une moraliste critique vis-à-vis d'une tradition confuse répétée sans compréhension et d'une dévotion de façade que cette ignorance conforte. Elle montre une prieure qui s'efforce de rendre cohérente et complète la liturgie de son monastère. Pour ce faire, elle commande à son « bien-aimé » un hymnaire dont il livrera en trois livrets cent trente pièces, paroles et musique, dont le mélancolique O Quanta Qualia. Elle fait ainsi du Paraclet le premier centre de musique sacrée de son temps.

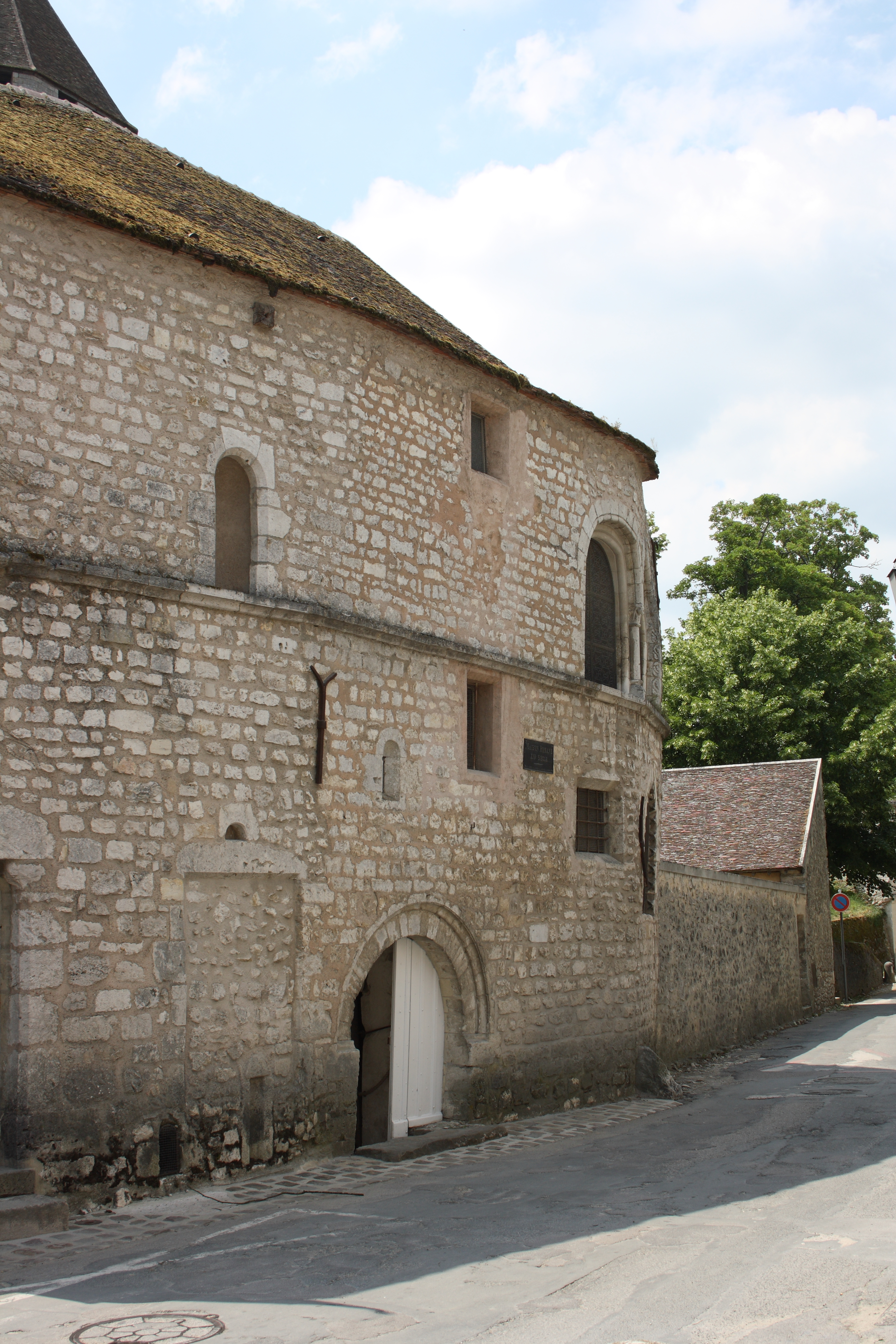
Maison romane en haut de la rue du Palais à Provins, qui fut probablement une des trois synagogues de la déjà troisième plus grande ville du Royaume, où Abélard consultait le Tanakh auprès des tossafistes que Rachi avait formés quarante ans plus tôt. Apparemment très présent au Paraclet de 1133 à 1136, il était peut être accompagné par Héloïse, quand elle se rendait à la cour encore itinérante de Thibaut.

Abélard ajoute vingt-huit sermons à lire pour vingt-huit saints anniversaires, jusqu'alors négligés. Parce qu'elle sait que ses amitiés rabbiniques lui donne un rare accès au texte original qu'abritent les synagogues de Troyes, Vitry, Ramerupt et Provins, Héloïse lui commande aussi pour l'édification de ses filles la première exégèse chrétienne de la Genèse depuis saint Jérôme, dont il fait une leçon simple, inspirée du commentaire de Rachi, pour une semaine liturgique.
Enfin, il produit un traité critique de catéchèse, les Problemata Heloissae ou Problèmes d'Héloïse, dans lequel il répond à quarante-deux difficultés soulevées par l'analyse exégétique que fait son élève des Écritures. À travers ce texte se lit non seulement un rare travail de collaboration intellectuelle ébauché dans les Lettres des deux amants mais aussi un point de vue nettement distinct de celui d'Abélard lui-même, celui d'une femme curieuse attachée à des réponses concrètes.
En 1135, dans le contexte du concile de Pise, Héloïse est la seconde femme, vingt ans après Pétronille de Chemillé, qui, recevant le titre d'abbesse, en exerce réellement et pleinement la fonction.

#### Une règle monastique féminine (1136-1139)
En 1136, Héloïse prend seule la direction du Paraclet. Abélard est appelé par le chancelier Étienne de Garlande, dont Suger avait obtenu la disgrâce en 1127 et qui vient de retrouver son titre de doyen l'abbaye Sainte-Geneviève, pour y reprendre l'enseignement qu'il y avait initié en 1110, trois ans avant sa rencontre avec Héloïse. Celle-ci a la joie d'apprendre que son fils Astralabe termine avec succès le cursus des arts libéraux qu'il poursuit sous la houlette de son oncle paternel Porchaire à Nantes.
Héloïse, quatre-vingts ans avant sainte Claire, se soucie d'une règle monastique spécifiquement féminine, la règle de saint Césaire n'ayant été écrite que par des hommes pour prôner la chasteté, sans égards aux spécificités de la vie féminine comme les contraintes induites par les menstrues, et la règle de saint Benoît suivie par sainte Ecolasse n'ayant été écrite que pour des hommes,. Compliquée par celle du célibat et celle de la place de l'épouse dont le mari est devenu prêtre, la question du rôle historique des femmes auprès de Jésus, des Évangélistes et des saints n'a pas été évitée par les Pères mais reste négligée et le restera jusqu'à ce que le dogme de l'Immaculée Conception l'occulte complètement. Sans la trancher, Abélard répond depuis le collège Sainte-Geneviève aux interrogations d'Héloïse et lui édicte les principes qui doivent régir un monastère de femmes.

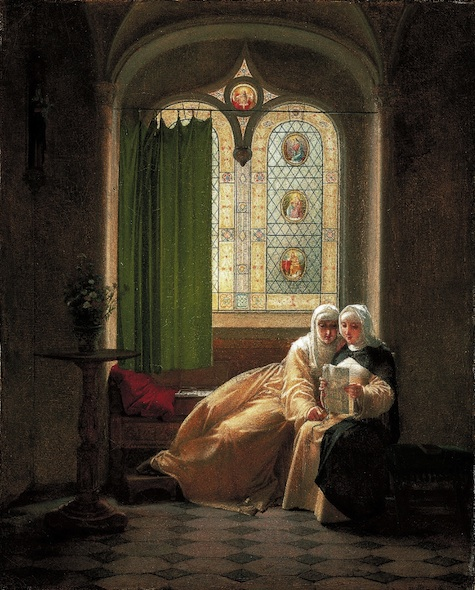
Héloïse imaginée par Jean-Baptiste Mallet durant l'acmé de la mode gothique dans un Paraclet au décor mêlant les siècles. En réalité, l'abbesse était une redoutable femme d'affaires de plus de quarante ans.

Sa règle s'inspire de celles de Cîteaux et d'Arbrissel mais prend arguments non seulement de l'autorité des Évangiles et des Pères de l'Église mais aussi du bon sens qui se trouve dans les sources antiques, hébraïques, grecques ou latines. Prônant la modération et non la rigueur, proscrivant le superflu mais pas le nécessaire, cette règle, en exigeant un engagement au-delà de l'apparence, érige la délation en système social. Si elle prévoit que les moines délivrent tous les services nécessaires aux sœurs, c'est au prix de l'assujettissement de celles-ci à un abbé et de leur contrôle par un prévôt épiscopal. En contrepartie, elles doivent se faire les couturières de leurs frères, leurs lingères, leurs boulangères et s'occuper de la basse-cour.
La réaction d'Héloïse a été conservée sous la forme des Institutiones nostrae, la règle de son abbaye du Paraclet, rédigée une fois Abélard décédé. Le « silence d'Héloïse » qui suit sa dernière lettre à Abélard et s'étend, à une exception près, sur trente ans c'est-à-dire jusqu'à la mort, est en soi parlant. Il suggère plutôt qu'une conversion effective, peu conforme à ce qu'elle a montré d'elle-même, une autocensure, sinon une censure posthume, qui est nécessairement intervenue à un certain degré si faible soit-il, ne serait-ce qu'au cours des corrections qui surviennent lors des copies.
Passée la question simpliste mais palpitante de l'authenticité des lettres, l'hypothèse a en effet été avancée à partir de l'étude de la construction du texte d'un premier recueil des documents de la prieure par ses soins, voire de leur révision par ceux d'Abélard dans un but d'édification par l'exemple d'une pécheresse ayant surmonté sa concupiscence. Ce qui est resté de leur correspondance serait le reliquat de ce travail éditorial initié de leur vivant, comme le prouve la grande unité du texte, dans le cadre de la définition et de l'exaltation de la règle de leur institut, puis annoté, peut-être expurgé voire légèrement remanié, ultérieurement par leurs successeurs clunisiens à l'occasion de réformes, comme celle confiée en 1237 à Guillaume d'Auvergne, auquel le Paraclet est donné comme modèle.
À travers les figures de pécheurs repentis mais persécutés par les nouveaux pharisiens, la diffusion, de scriptorium en scriptorium, de cette œuvre de propagande pour le Paraclet a suffisamment de succès, jusqu'au-delà des frontières, pour inquiéter les zélateurs d'une réforme grégorienne qui ne conçoivent pas reconnaitre la « prérogative du sexe le plus faible » par lequel le Christ a choisi, selon l'exégèse d'Abélard, de passer pour se faire Christ. En 1139, Héloïse a à subir une inspection de Bernard de Clairvaux, qui dénonce le patenôtre et l'eucharistie tels qu'ils sont pratiqués au Paraclet. Fondé sur le texte de l'Évangile, le rituel paraclétien contrevient à la tradition. Pour le parti d'une morale conservatrice, le modèle c'est la femme mystique qui s'adonne à l'ascèse, comme Hildegarde de Bingen que Bernard de Clairvaux inspectera à son tour en 1141, et non la femme savante qui s'adonne à l'exégèse.

#### La condamnation (1140-1142)

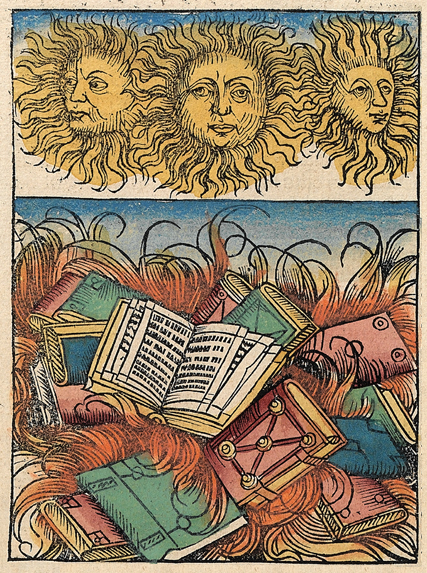
Autodafé sous un soleil trinitaire
Chronique de Nurenberg - 1493.
Au concile de Sens, Abélard, en refusant le débat, évite d'être condamné à brûler son livre, comme il l'avait été au concile de Soissons. Au cours du procès, Bernard de Clairvaux, en l'assurant du contraire, insinue la menace du bûcher, supplice inauguré un siècle plus tôt pour les « hérétiques d'Orléans ».

Le 26 mai 1140, les prises de position que professe Abélard, relativement aux effets de la Grâce et du Saint-Esprit ou au péché, sont condamnées au concile de Sens. Répétition un siècle plus tard de l'affaire des hérétiques d'Orléans, c'est un procès sous influence organisé à l'occasion d'un déplacement du roi, où se joue, à travers la question de la place des clercs dans l'Église, le conflit, entre Thibaldiens, protecteurs d'Héloïse et Abélard, et Capétiens, dont la prééminence est alors loin d'être établie. Le traquenard est monté par des prédicateurs envieux et encombrés dans leurs œuvres évangéliques par des arguments de raison repris et discutés jusque dans les villages les plus reculés, tant Abélard est lu. Son Sic et non par exemple cite les réponses contradictoires de la Bible et des Pères, sans oublier les avis divergeant des auteurs antiques, à cent cinquante-sept questions, invitant chacun à chercher la vérité au-delà du texte apparent et à trouver en soi, c'est-à-dire par le Saint-Esprit, une opinion.
L'accusateur Bernard de Clairvaux, pour lequel la foi n'est que dans le cœur et le Diable dans la raison, obtient secrètement, à force de vin servi aux juges réunis en banquet affirment ses adversaires, une condamnation avant la fin des débats. L'argument de la sentence est la sauvegarde de la tradition. Clivant un peu plus l'Église comme le redoutait l'évêque de Chartres Geoffroi, le scandale est proportionnel à la notoriété de l'accusé, immense. Un de ses partis, comme il le fera lors des attaques contre Thomas d'Aquin et de la condamnation de Galilée, s'est insurgé contre celui du progrès de la raison dans la Foi.
C'est alors Héloïse que le condamné prend publiquement à témoin de sa bonne foi. Il écrit pour sa défense une profession de foi et c'est à elle qu'il l'adresse avant de la faire diffuser, en vain. Un rescrit signé du pape Innocent II, simple formalité de la Curie, confirme cette seconde condamnation d'Abélard le 18 juillet 1141.
Héloïse n'est pas impliquée directement mais les thèses condamnées, quant à l'exemple de l'innocence d'une femme qui pécherait par une intention amoureuse, sont celles-là mêmes qui ont présidé à la conception de l'« amour par estime » (dilectio) qu'elle exprimait vingt-cinq ans plus tôt. Ce moralisme triomphant faisant d'Héloïse le suppôt d'un hérétique se diffusera en une tradition populaire colportée par les prédications et sermons, et perdurera dans la doctrine jusqu'au XXe siècle.
Abélard, malade, doit renoncer à porter en personne son appel à Rome et prend la retraite qu'on lui offre au prieuré de Saint-Marcel-lès-Chalons puis à la maison mère de Cluny. Pierre le Vénérable organise une réconciliation avec Bernard de Clairvaux et obtient le pardon du pape. Abélard aurait accepté de se dédire. C'est à Saint-Marcel, où il est retourné soigner ce qui est décrit comme une psore, qu'il meurt au printemps 1142. Les moines, peut-être jaloux d'une relique qui attirerait les faveurs des donateurs, ne préviennent pas la prieure du Paraclet.

#### Tombeau pour Abélard (1143-1144)

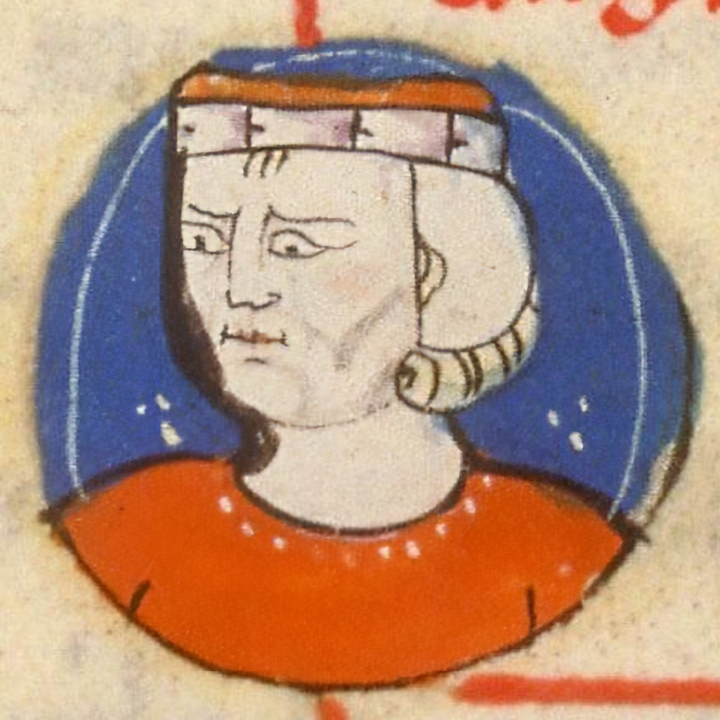
Portrait enluminé de Thibaud sur un arbre généalogique dressé en décembre 1314. Héloïse, parrainée par le protecteur d'Abélard, puissant créateur du comté de Champagne et fondateur du premier réseau bancaire, a été très proche de la femme de celui-ci, Mathilde. Bénéficiant de ses largesses, elle et sa propre belle-sœur, Denyse, ont accueilli au Paraclet cette belle-sœur du roi d'Angleterre quand celle-ci est devenue veuve.

Héloïse saisit le comte de Champagne, Thibaut dont elle tient fief et qui avait donné refuge à Abélard à Provins en 1122, après la première condamnation de celui-ci. Le comte saisit à son tour le supérieur de la maison mère de Saint-Marcel. Pierre le Vénérable est depuis son adolescence un admirateur de la célèbre savante. Devenu abbé, il avait longtemps voulu la tenir dans la « prison délicieuse » de Marcigny-les-Nonnains, qui est un riche couvent de dames, veuves et orphelines, attaché directement à Cluny et se trouve ainsi sous sa seule direction.
Au cours de l'année 1143, il prend l'initiative et contacte Héloïse. Elle obtient de son admirateur le transfert de la dépouille de son mari. Le corps est dérobé une nuit aux alentours de la Toussaint 1144 par une équipée conduite par le supérieur en personne et voyage clandestinement sous la garde de celui-ci depuis Saint-Marcel jusqu'au Paraclet. Il est accueilli le 10 novembre dans la chapelle du Petit Moustier qui se dresse à l'écart de l'abbatiale. Conformément aux volontés d'Abélard d'être enterré au Paraclet, sa veuve a fait aménager devant l'autel un tombeau.
Reparti le lendemain pour Cluny, Pierre le Vénérable, souverain qui ne relève que de l'autorité du Pape, adresse de là à Héloïse un scellé par lequel il accorde à l'âme du défunt une indulgence plénière. Le parchemin restera exhibé au-dessus du tombeau comme c'est l'usage. En réponse, Héloïse acceptera que le Paraclet soit reçu dans l'ordre clunisien, affiliation qui ne sera actée par la Curie qu'en 1198 sous le pontificat d'Innocent III.

### L'abbesse clunisienne du Paraclet (1145-1164)

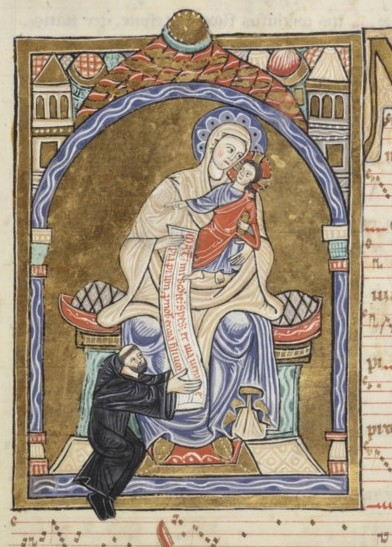
Pierre de Montboissier, représenté ici en adoration devant la Mère de Dieu, était un admirateur d'Héloïse, avec laquelle il sut habilement négocier l'affiliation du Paraclet alors que l'affluence de novices confrontaient tous les monastères à des besoins fonciers considérables en même temps qu'à la concurrence des Bernardins, zélateurs de la clôture, et des Norbertins, militants de l'embrigadement de la société laïque.

Dès lors, la règle cistercienne s'impose sans presque plus de réserves à l'abbesse. Cette reprise en main s'inscrit dans un processus de relégation des femmes hors des institutions savantes, amorcée dès 1120 par le deuxième concile du Latran et renforcée par l'instauration progressive de la règle du célibat des clercs voulue par la réforme grégorienne. Si les béguines résisteront quelque temps à cette exclusion, c'est une évolution sociale qui perdurera dans le dénigrement des Femmes savantes jusqu'à Marie Curie et cantonne dès la génération suivant celle d'Héloïse les femmes, telle Marie de France chantant le couple mythologique de Tristan et Iseult, à la langue profane et au registre de cour.
Héloïse toutefois, de loin la plus savante des femmes dans un temps où les plus favorisées d'entre elles doivent se contenter de jouer la musique, réussit à s'imposer comme un cas exceptionnel parmi les rares esprits qui dominent leur époque par leur sagesse, leur force et leur habileté à gérer une communauté religieuse. Renommée dès sa jeunesse pour ses compositions musicales et des chansons à succès, Héloïse est désormais sollicitée des princes pour son conseil et écoutée des ecclésiastiques.
En 1147, alors qu'Arnaud de Brescia, qui fut le dernier secrétaire d'Abélard, a instauré la république dans Rome insurgée, elle obtient du pape Eugène III une bulle d'exemption nullius dioecesis, lui conférant en tant qu'abbesse une autorité quasi épiscopale qui s'étend sur les cinq petits prieurés annexes qu'elle développe. Elle fonde avec la comtesse Mathilde, future grand-mère de Philippe Auguste et veuve en 1151, une filiale à La Pommeraie, où celle-ci se retire et est enterrée huit années plus tard.
En 1158, elle a à souffrir des tribulations de son fils Astralabe dans les suites de la disparition à Nantes du comte Geoffroi Plantagenêt. Il est plausible qu'elle ait reçu la consolation de sa visite alors qu'il s'acheminait vers son exil de Cherlieu.
Vingt et un ans après son mari et sept ans avant son fils, le dimanche 16 mai 1164, entourée de la toute jeune future prieure Mélisende et ses filles, elle meurt « de doctrine et religion très resplendissante » et son cercueil est inhumé sous celui d'Abélard, dernier acte de sa soumission.
Elle repose avec Abélard au cimetière du Père-Lachaise (division 7) depuis le 16 juin 1817.

## Œuvre

### Ex epistolis duorum amantium (Lettres de deux amants)
- An., [s.t.], Paris ?, 1115[126] (manuscrit disparu).
- Extraits in J. de Vepria, Ex epistolis duorum amantium, Scriptorium de Clairvaux, Ville-sous-la-Ferté, 1472.
  - Copie Codex 1452, Bibliothèque municipale, Troyes.

### Quatre lettres à Abélard
Édition Gréard en ligne Lettres d’Abélard et d’Héloïse.

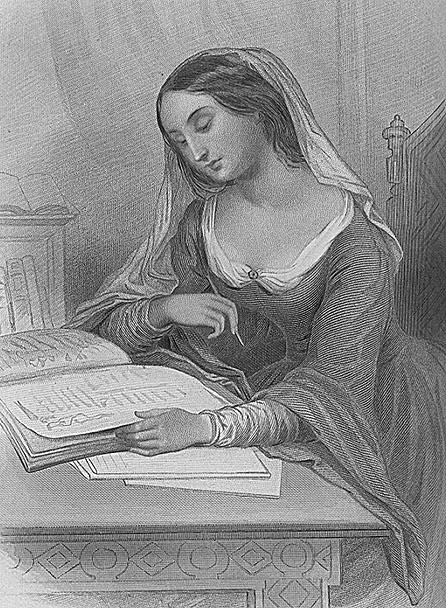
Représentation d'Héloïse au XIXe siècle, choisie pour figurer dans un palmarès des femmes écrivains.

- Domino suo, imo Patri, Conjugi suo, imo Fratri, Ancilla sua, imo Filia, ipsius Uxor, imo Soror., Le Paraclet, 1133, dite Lettre II[128],
- Unico suo post Christű, Unica sua in Christo, Le Paraclet, 1133, dite Lettre IV[128],
- Domino specialiter, sua singulariter, Le Paraclet, 1133, dite Lettre VI[128],
  - copie in Guillaume d'Auvergne et al.[129], Codex 802, ff. 1 r.-88 v., Bibliothèque municipale, Troyes, ~1230[99],
  - trad. J. de Meung, La Vie et les epistres Pierres Abaelart et Heloys sa fame, chapitre de Notre-Dame[130], Paris ?, ~1290 (manuscrit perdu, copie ~1390).
  - réed. E. Hicks, Champion, Paris, 1991,
- Epistola Heloissae ad Petrum Abaelardum[131], lettre généralement inédite accompagnant les quarante-deux « Heloisae Paraclitensis dyaconissae problemata », dont les questions, conçues par Héloïse ou ses sœurs, sont transcrites par Abélard avant de donner à chacune une réponse savante[132].

### Règlement du Paraclet
- An., Institutiones nostrae, Le Paraclet, 1137~1220,
  - rédigée par Héloïse[133] et probablement certaines consœurs,
  - copie in Codex 802, ff. 89 r.-90 v., Bibliothèque municipale, Troyes, ~1230[99].

### Nénie d'Abélard
- An., Nénie d'Abélard, Le Paraclet, 1145~1155,
  - attribution hypothétique, tradition orale recueillie probablement auprès d'émigrés et manuscrit disparu,
  - copie in A. A. L. Follen, Alte christliche Lieder und Kirchengesänge : Teutsch und lateinisch: nebst einem Anhange, p. 128-233, Büschler, 1819.

## Célébration

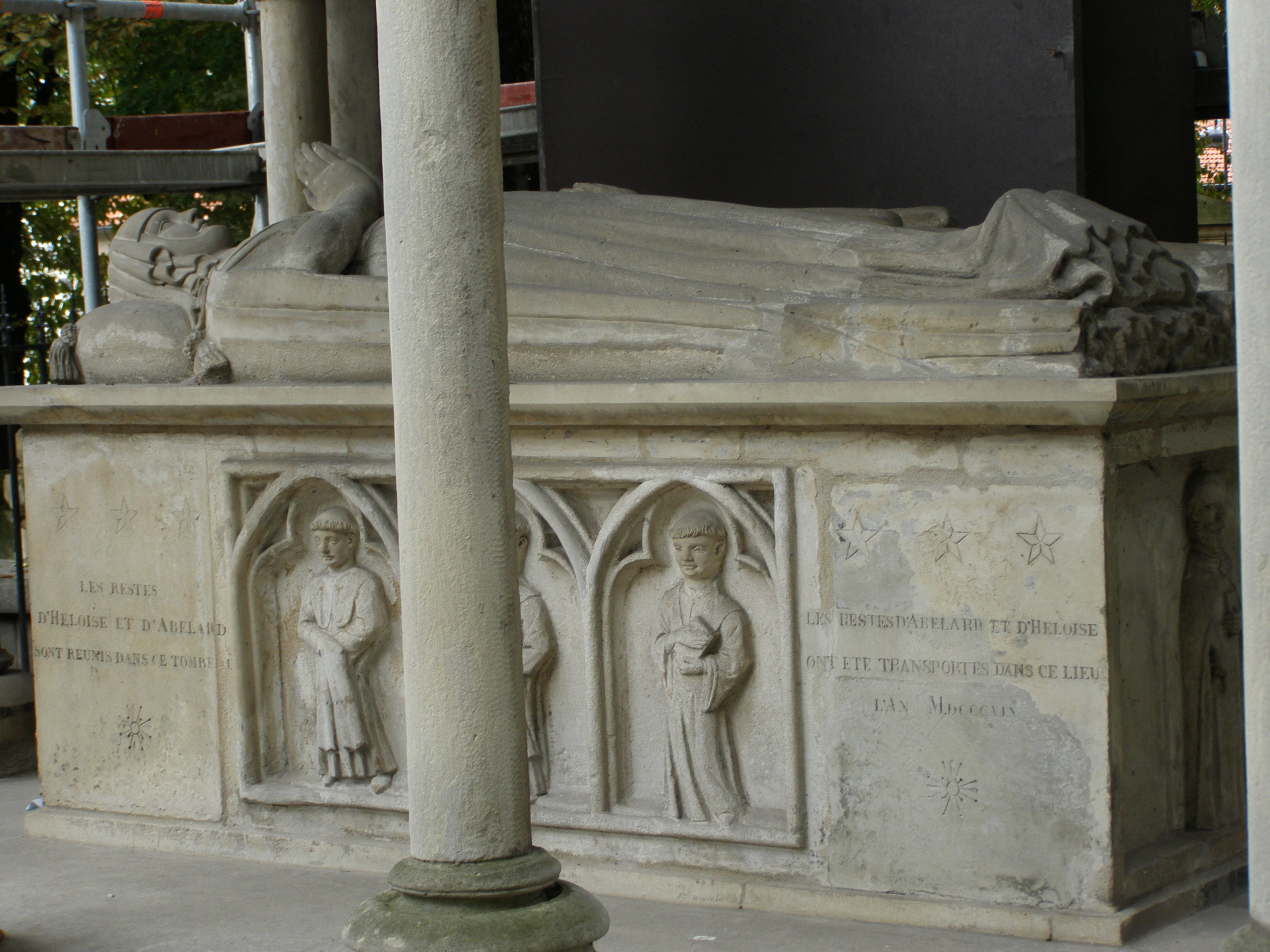
Son gisant, aujourd'hui au Père-Lachaise, reconstitué sur un tombeau monumental dessiné par Alexandre Lenoir pour recueillir en deux cercueils ses restes et ceux d'Abélard. Lors de l'inauguration aux Petits-Augustins le 27 avril 1807, la foule fut interminable.

« Où est la très sage Hélois,
Pour qui fut chastré et puis moyne
Pierre Esbaillart à Sainct-Denys.
Pour son amour eut cest essoyne. »

— F. Villon, Ballade des dames du temps jadis, 1461.

### Parcours d'un mythe
- Jean de Meung, premier traducteur d'Héloïse, est également le premier, aux alentours de 1290, à citer, dans le Roman de la Rose (vers 8729 à 8802), le mythe d'Héloïse et Abélard, qui était donc déjà suffisamment populaire pour que le lectorat comprît l'allusion.
- Vers 1337, Pétrarque acquiert une copie de la Correspondance, qui inclut déjà l' Historia calamitatum, traduite par Jean de Meung. Il annote abondamment le codex[137], manuscrit une cinquantaine d'années plus tôt, avant de commencer de composer l'année suivante son Chansonnier dédié à Laure de Sade.
- La complainte bretonne Loiza ac Abalard[112] chante l'antique druidesse cueillant l'« herbe d'or » sous les traits d'une fille en perdition devenue sorcière alchimiste et renommée Héloïse[138]. Elle colporte une tradition populaire peut-être née au Rhuys[139], où Abélard laissa un si mauvais souvenir, et répandue jusqu'à Naples[113], qui assimile à de la magie le rationalisme, auquel pourtant la théologie abélardienne ne se réduit pas mais dont elle restera accusée jusqu'au XXe siècle[140].
- En 1583, l'abbaye du Paraclet, ravagée par les guerres de Religion, désertée par les moniales désavouant les sympathies huguenotes de leur mère supérieure, tombe en commende. L'abbesse Marie de La Rochefoucauld, nommée par Louis XIII et entrée en fonction en 1599 malgré l'opposition du pape Clément VIII, celui qui a fait brûler Giordano Bruno et pris des mesures contre les Juifs, s'emploie à restaurer le prestige de son établissement et y organise le culte d'Héloïse et d'Abélard. Issue d'un milieu aussi puissant que libre qu'illustrera parfaitement à la génération suivante le moraliste François de La Rochefoucauld et la maîtresse de celui-ci, Madame de La Fayette, elle réunira les cercueils des amants, qui avaient été séparés en 1497 à l'occasion d'une translation rendue nécessaire par les inondations, et, par une forme de féminisme, couvrira le logis de portraits tant de la fondatrice que du fondateur. L'abbesse Marie de La Rochefoucauld vend avant 1616 à François d'Amboise l’exemplaire du manuscrit d’Abélard et Héloïse conservé au Paraclet[141]. La traduction est confiée à André Duchesne, mais c'est en latin que parait la première publication en 1615. Dès la seconde édition, l'ouvrage est mis à l'Index par la pape Paul V, en même temps que le sont les textes de Copernic, au prétexte que la préface apologétique[142] fait l'éloge d'un hérétique. Le texte d'Héloïse avouant son désir, tout autant que l'intrigue amoureuse entre ecclésiastiques, scandalise mais sa mise à l'Index garantit son succès auprès des libertins.

### De la curiosité galante au sentimentalisme populaire
« Je n'ai jamais vu un plus beau latin, sur tout celui de la Religieuse, ni plus d'amour & d'esprit qu'elle en a. »

— Commentaire du Comte de Bussy Rabutin en 1687.

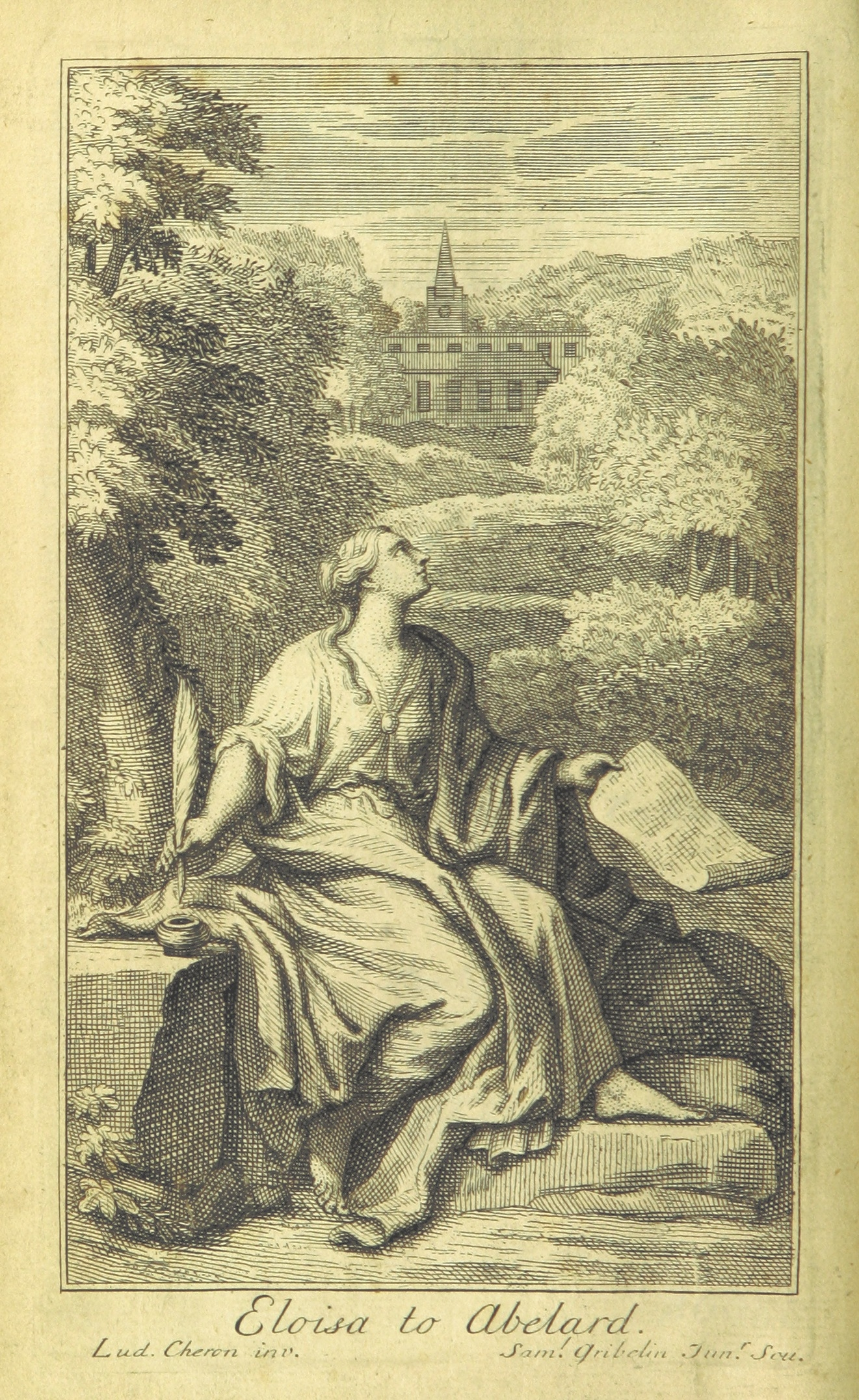
Eloisa to Abelard, illustration de l'édition Pope.

- À la suite de la première édition latine, celle de Duchesne datée de 1616, le comte de Bussy-Rabutin, parmi quelques échanges galants avec la marquise de Sévigné, adresse le 12 avril 1687 à sa cousine épistolière une traduction française[144] partielle et très infidèle, qui sera diffusée avec l'édition posthume des œuvres du libertin.
- Alexander Pope, inspiré par la traduction anglaise que le poète John Hughes (en) a fait de celle de Bussy Rabutin, remet le mythe à la mode en publiant en 1717 le célèbre poème larmoyant Eloisa to Abelard, qui se veut un pastiche mais n'a plus de rapport avec les lettres authentiques. Le texte a été delaissé pour ne faire ressortir que les personnages et leur intrigue.
- Vingt ans plus tard, Pierre-François Godard produit une version française en vers tirée de Bussy Rabutin[145].
- Jean-Jacques Rousseau s'inspire de la figure réinventée pour écrire Julie ou la Nouvelle Héloïse, que son éditeur publie en 1761 sous le titre Lettres des deux amans.
- En 1763, Charles-Pierre Colardeau traduit librement la saynète imaginée par Pope, qui représente Héloïse recluse écrivant à Abélard[146], et diffuse la légende sentimentale sur le continent.
- Une édition élaborée par André-Charles Cailleau et produite par l'héritière d'André Duchesne diffuse dans le public l'ensemble de ces fantaisies et quelques autres[147].

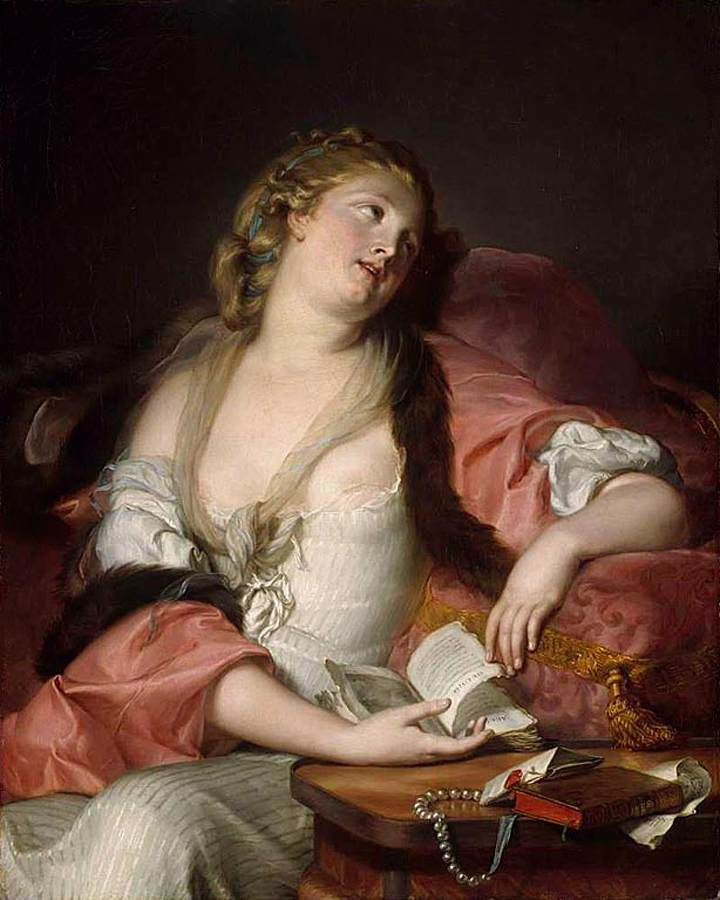
B. d'Agesci, Dame lisant les "Lettres d'Héloïse et Abeilard", ca. 1780.

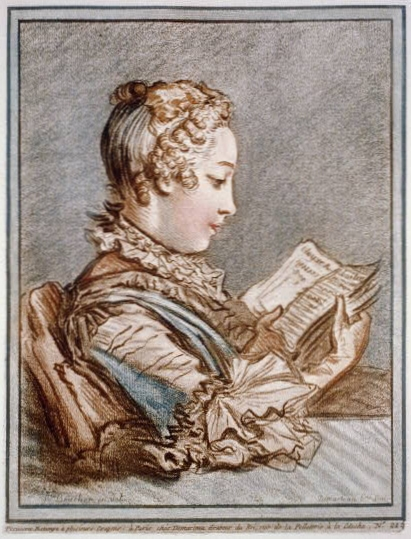
G. Demarteau, Jeune femme lisant Héloïse et Abélard, ca. 1760, d'après Boucher.

« (...) mon cœur ne vieillit point et je l'ai senti s'émouvoir au récit des malheurs d'Abélard et d'Héloïse (...). »

— Voltaire, âgé de soixante dix neuf ans, à Cailleau en 1774.

### La vague romantique
- Au tout début de la période romantique, en 1807, un monument néo-gothique est construit pour eux et transféré entre le 16 juin et 8 novembre 1817 au cimetière de l'Est à Paris.
- En 1836, A. Creuzé de Lesser, ancien Préfet de Montpellier, donne une traduction en LI poèmes de la vie et des malheurs d'Eloïse et AbaÏlard publiée avec sa traduction des "Romances du Cid"
- En 1836, Victor Cousin, académicien, tourne de nouveau une lumière incidente sur Héloïse en réhabilitant les études abélardiennes[150].
- En 1839, François Guizot, ex-ministre de l'Instruction publique, fait paraître l'essai posthume de sa première femme, Pauline de Meulan, en préface de la première édition à large diffusion des Lettres d'Abélard et d'Héloïse, transposées plus que traduites en français, deux volumes illustrés par le graveur Jean Gigoux[151].
- La même année, le colibri Héloïse (Atthis heloisa) lui est dédié par les ornithologues René Primevère Lesson et Adolphe Delattre.
- Le rosiériste Jean-Pierre Vibert crée en 1845 La rose Héloïse.
- Dans la veine romantique, Lamartine publie en 1859 un Héloïse et Abélard.
- Charles de Rémusat, biographe d'Abélard, écrit en 1877 un drame[152] représentant l'histoire de celui-ci.

### Romans modernes
- H. J. Waddell (en), Peter Abelard: a novel, Constable & Co., Londres, 1933.
- M. Meade (en), Stealing Heaven: The Love Story of Heloise and Abelard, William Morrow & Co. (en), New York, 1979.
- Luise Rinser, Abaelards Liebe, S. Fischer Verlag, Francfort-sur-le-Main, 1991.
- Antoine Audouard, Adieu, mon unique, Editions Gallimard, Paris, 2000
- Christiane Singer, Une Passion. Entre ciel et chair., Albin Michel, Paris, 2000.
- Heresy, Forge Books, New York, 2002  (ISBN 0-765-30246-2), deux des dix romans policiers dont l'héroïne, Catherine Le Vendeur, est une novice du Paraclet qui est amenée à cacher Héloïse, Abélard et Astralabe.
- Sh. Newman, Death Comes As Epiphany, Forge Books, New York, 1993  (ISBN 0-312-85419-6).
- Jean Teulé, Héloïse, ouille !, éditions Julliard, 2015.
- Dario Fo, Amour et Dérision, éditions Fayard, 2010,  (ISBN 978-2-213-63735-8). (en italien L'amore et lo sghignazzo, éd. Ugo Guanda, Parme, 2007.) Un des cinq récits de Dario Fo, le prix nobel de littérature italien, raconte l'histoire d'Héloïse et Abélard

### À la scène
Cinématographe
- Clive Donner, Stealing Heaven, 1988, d'après le roman de M. Meade (en) (cf. supra).
- Spike Jonze, Being John Malkovich, 1999. Un spectacle de marionnettes met en scène Héloïse et Abélard.

Télévision
- L'histoire d'Héloïse et Abélard est abordée dans deux épisodes de la série télévisée The Sopranos : Sentimental Education (en) (cinquième saison, sixième épisode, 2004) et Cold Stones (en) (sixième saison, onzième épisode, 2006).

Drames musicaux
- Abelard & Heloise, comédie musicale,
  - créée par le Théâtre Brooks Atkinson au Ahmanson Theatre, Los Angeles, 1971.
- E. Garzilli, Rage of the Heart, poème musical en 26 airs, 1989.
  - créé au Veterans Memorial Auditoriun, Providence, du 24 au 27 avril 1997.
- R. Fiddes, livret P. Kavanagh, Abelard and Heloise, drame musical en deux actes, 1997.
- Ahmed Essyad, livret Bernard Noël, Héloïse et Abélard, opéra en trois actes,
  - créé par l’Opéra du Rhin, Mulhouse, 6 octobre 2000, reprise, théâtre du Châtelet, mai 2001.
- Stephen Paulus, livret F. Corsaro (en), Heloise and Abelard, opéra en trois actes,
  - créé au Julliard Theatre à la Julliard School, New York, les 24, 27 et 29 avril 2002.
- T. Polum, livret G. Cullen, Heloise and Abelard, comédie musicale d'après le roman de H. J. Waddell (en) (cf. supra).
  - créée par la Roundabout Theatre Company (en) au Studio 54, Broadway, les 6, 7 et 11 novembre 2003.

Théâtre
- Charles de Rémusat, Abélard, Paris, 1877.
- R. G. Millar (en), Abelard and Heloise, 1970, d'après le roman de H. J. Waddell (en) (cf. supra).
- J.-P. Muller, La Coupe d'amour d'Héloïse et Abélard,
  - créée au théâtre du Peuplier noir, Colombes, 2001.
- Catherine Galinier, Une passion entre ciel et chair, pièce pour un personnage unique, d'après le roman de Christiane Singer (cf. supra),
  - créée par la Compagnie du Loup blanc, Albi, 2004.
- Ch. Willemez, Entre ciel et chair, d'après le roman de Christiane Singer (cf. supra),
  - créée à Vallet, le 19 janvier 2006, reprise au Vienna’s English Theatre (de), Vienne, le 23 février 2006, au théâtre du Gymnase, Paris, du 29 octobre au 31 décembre 2006.
- Howard Brenton, In Extremis (en), Université de Californie à Davis, Davis (Californie), août 2006.

Ballet

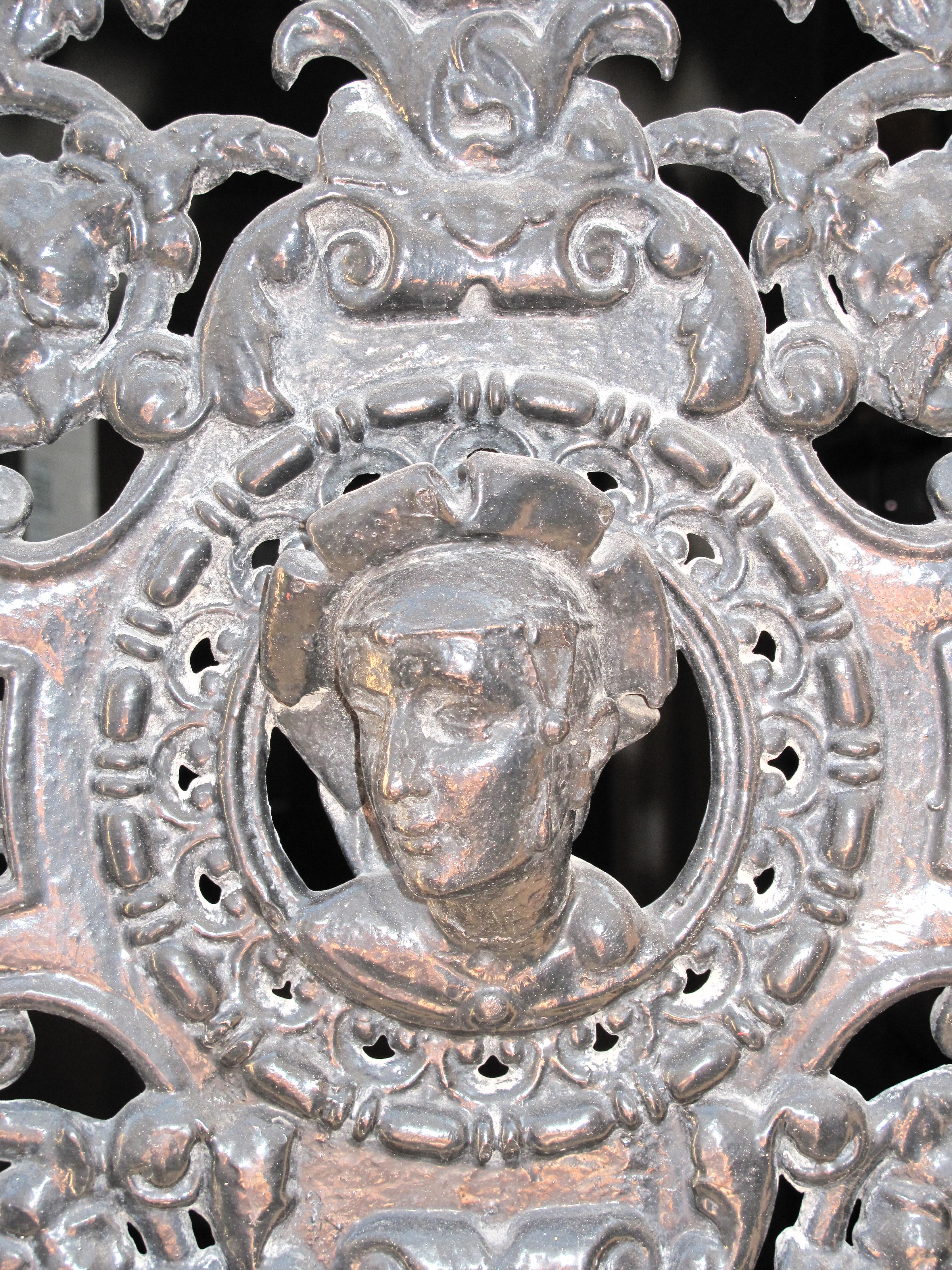
Héloïse en fer forgé représentée avec une coiffe Renaissance sur la porte du 3 bis, rue d'Athènes. Le motif, repris de celle du 9 quai aux Fleurs, est mis à la mode à la fin du XIX.

- Pascale Houbin et Dominique Boivin, Bonté divine, 2003.

Chansons modernes
- Yvette Guilbert, Héloïse et Abélard.
- Third Ear Band (en), Abelard and Heloise (en), Harvest Records, 1970.
- Claire Pelletier, Mon Abélard, mon Pierre, dans Murmures d’histoire, 1996.
- M.-A. Rétif, musique Jo Akepsimas, Héloïse et Abélard, in Les mots difficiles, éditions Bayard musique, 1983.
- Frank Black, Héloïse, in The Devil’s Workshop, no 8, août 2002.
- Marc Chabot, musique Pierre Duchesne, Mon Abélard, mon Pierre, interprétée par Claire Pelletier, éditions du Chevalier perdu, Montréal, octobre 2002.
- Seventh Angel, Abelard and Heloise, in The Dust of Years (en), no 5, juin 2009.
- Les Derniers Trouvères, La Chaîne de l'Amour - Chant d'Amour d'Abélard, dans Héros dites-moi!, 2017[153]

### Musique moderne
- J. Lewis (en), Epitaph for Abelard and Heloïse, concerto, Campion Records, avril 2004, 17 min 57 s.

### Exposition
Association culturelle Pierre Abélard, Pierre Abélard et Héloïse, Cité des congrès de Nantes, 3 & 4 octobre 2001.

### Monuments et sculptures
« Héloïse, à ce nom, qui ne doit s'attendrir?
Comme elle sut aimer! Comme elle sut souffrir! »

— Distique élégiaque d'Antoine Peccot gravé par François-Frédéric Lemot en 1813 à l'entrée de la grotte d'Héloïse.

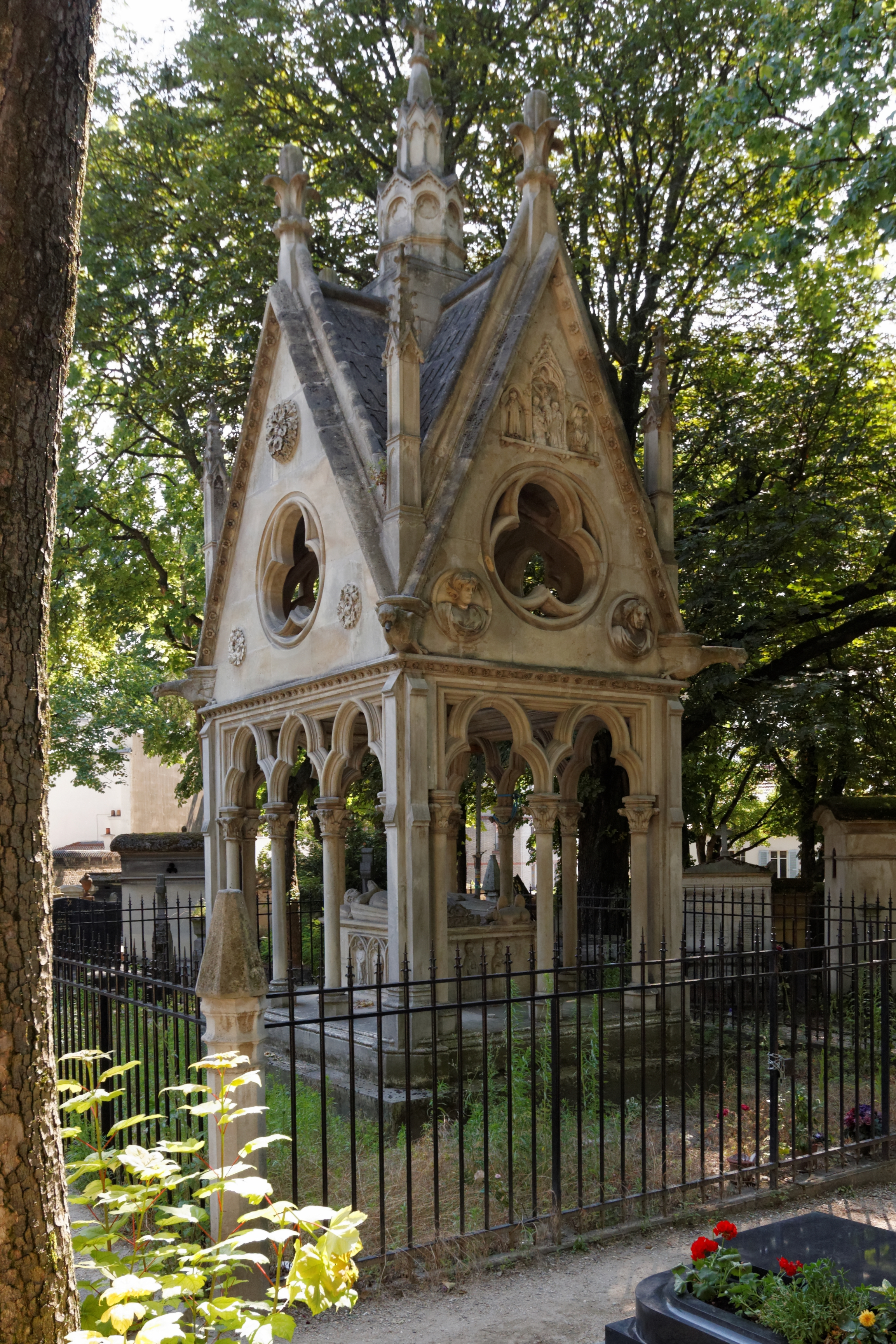
Tombeau d'Héloïse et Abélard fabriqué plus que reconstitué en 1807 par Alexandre Lenoir et transféré au cimetière de l'Est le 16 juin 1817.
« Si l’on vous prouve qu’il est faux, s’écrier : "Vous m’ôtez mes illusions". »,.

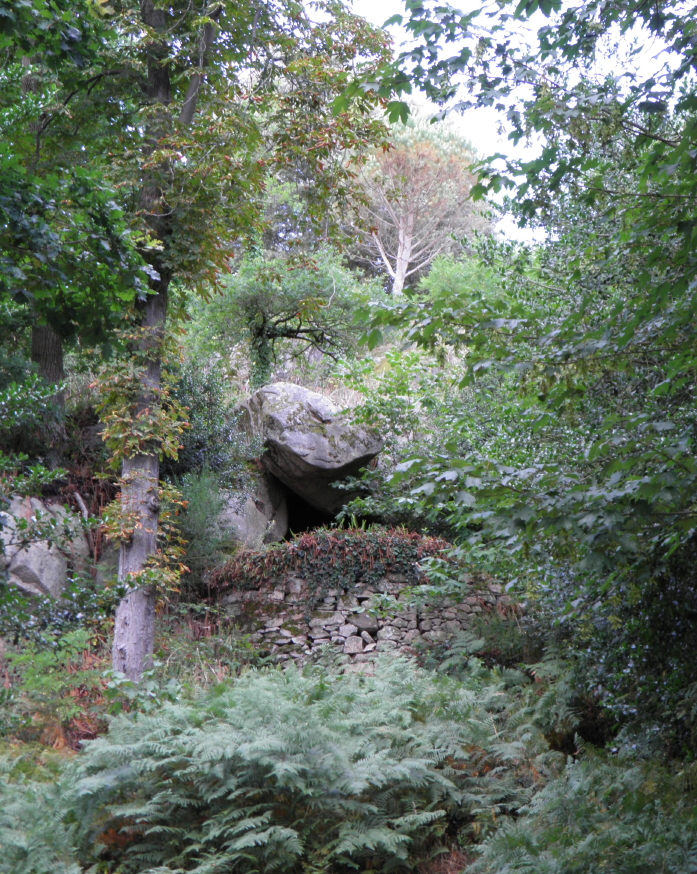
Grotte d'Héloïse à Gétigné, fabrique sauvage et romantique à souhait,
construite en 1813.

- An., Chapiteau du pilier central de la salle des gardes, Conciergerie, Paris, ca. 1310[n 41].
- Alexandre Lenoir, Tombeau d'Héloïse et Abélard, division VII, cimetière du Père-Lachaise, 1807
(première allée sur la droite en entrant par le boulevard de Ménilmontant, station de métro Philippe Auguste).
- François-Frédéric Lemot, Grotte d'Héloïse, in parc de la Garenne, Clisson, 1813.
- An., Tombeau d’Héloïse et d’Abélard, bronze patiné, H. 37 cm., 18 × 13,7 cm., inv. 17434, musée des arts décoratifs de Paris, ca. 1820-1840.
- An., Tympan d'une fenêtre de façade, 11 quai aux Fleurs, Paris, 1839[n 42].
- An., Motifs en fer forgé de grilles de portes parisiennes, ca. 1839-1870[n 43].
- Michel Levy, Statues d'Héloïse et Abélard, entrée de la médiathèque « Astrolabe », 25 rue du château à Melun, 2004, 3,50 m.
- B. & S. Hassan Courgeau, Bronzes d'Héloïse et Abélard, Association culturelle Pierre Abélard, Le Pallet, 2011, 2,25 m.

### Peintures et illustrations
- Angelica Kauffmann, Les Adieux d'Héloïse à Abélard, huile sur toile, musée de l'Ermitage, Saint-Pétersbourg[n 44], 1780.
- Jean-Antoine Laurent, Héloïse embrassant la vie monastique, huile sur bois, 57,5 × 35,5 cm., inv. 1906/1907, no 58, Napoleonmuseum, Arenenberg, 1812.
- Robert Lefèvre, Héloïse, 1819.
- Jean Vignaud, Les Amours d'Héloïse et d'Abélard, 1819.
- Jean-Baptiste Mallet, Héloïse à l’abbaye du Paraclet, huile sur toile, 27 × 22 cm., musée Fragonard, Grasse, ~1820.
- Jean Gigoux, deux gravures, Le Baiser et Héloïse avec son enfant, in E. Oddoul, Lettres d'Abélard et d'Héloïse, E. Houdaille, Paris, 1839.
- Raymond Quinsac Monvoisin, Eloisa en el sepulcro de Abelardo, huile sur toile, 141 × 86 cm., MNBA, Buenos Aires, 1842.
- Pedro Américo, O voto de Heloísa, huile sur toile, 150 × 104 cm., musée national des Beaux-Arts, Rio de Janeiro, 1880.
- Edmund Blair Leighton, Abelard and his Pupil Heloise, 1882.
- Daniel Vierge, Abelard lisant Ovide à Héloïse, gravure.
- Fernand Cormon, L’université de Paris : Héloïse et Abélard, toile marouflée, Galerie nord, Petit Palais, Paris, 1911.
- P. Dauce, Plaque commémorative du neuvième centenaire de la naissance de Pierre Abélard, céramique, donjon du Pallet, Association culturelle Pierre Abélard, Le Pallet, 1979.
- An., Héloïse en médaillon sur un timbre postal d'un franc vingt plus trente centimes commémorant le millénaire de la naissance d'Abelard, La Poste, Paris, 1979.

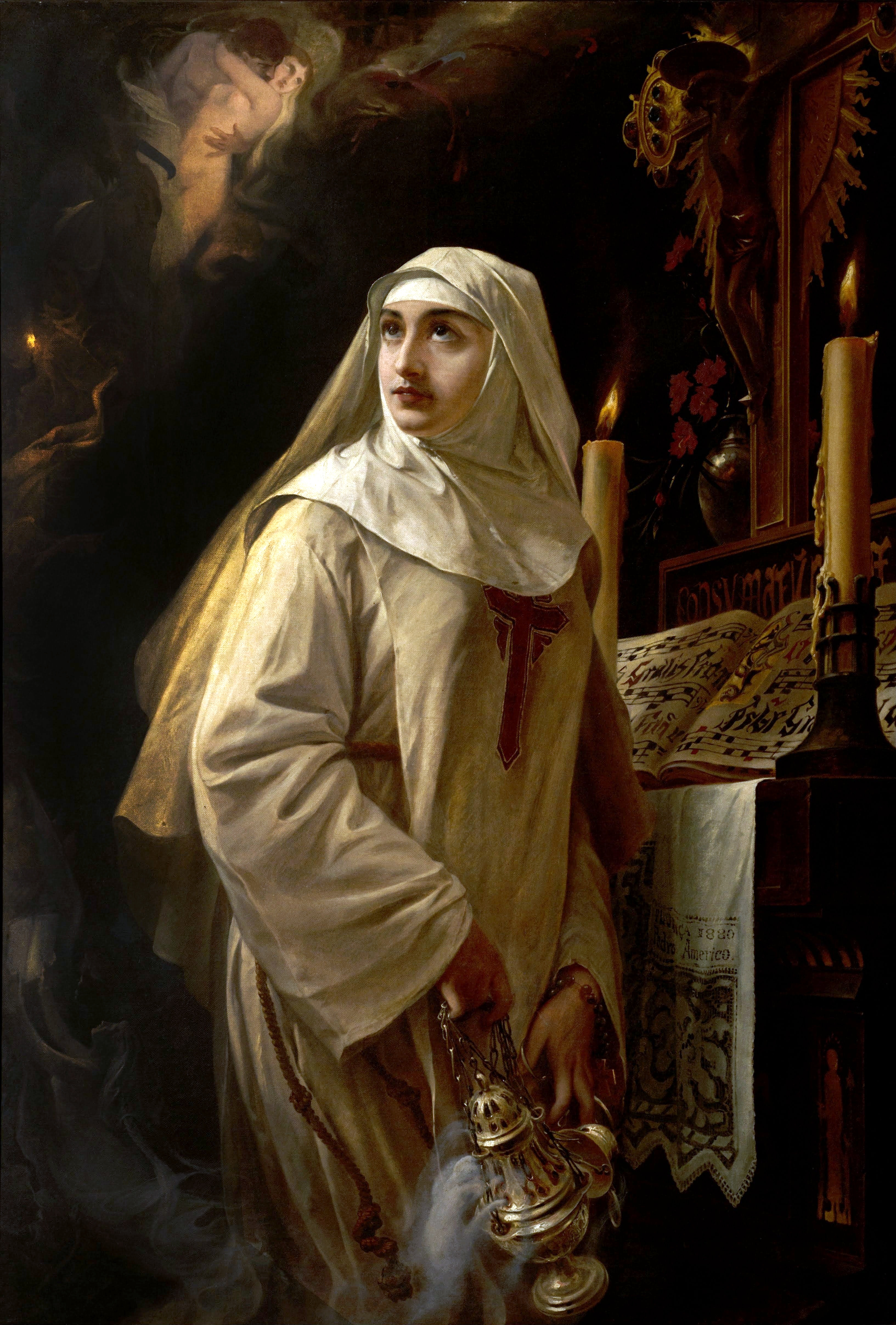
Le Vœu d'Héloïse peint par Pedro Américo, ami de Victor Cousin, en 1880.

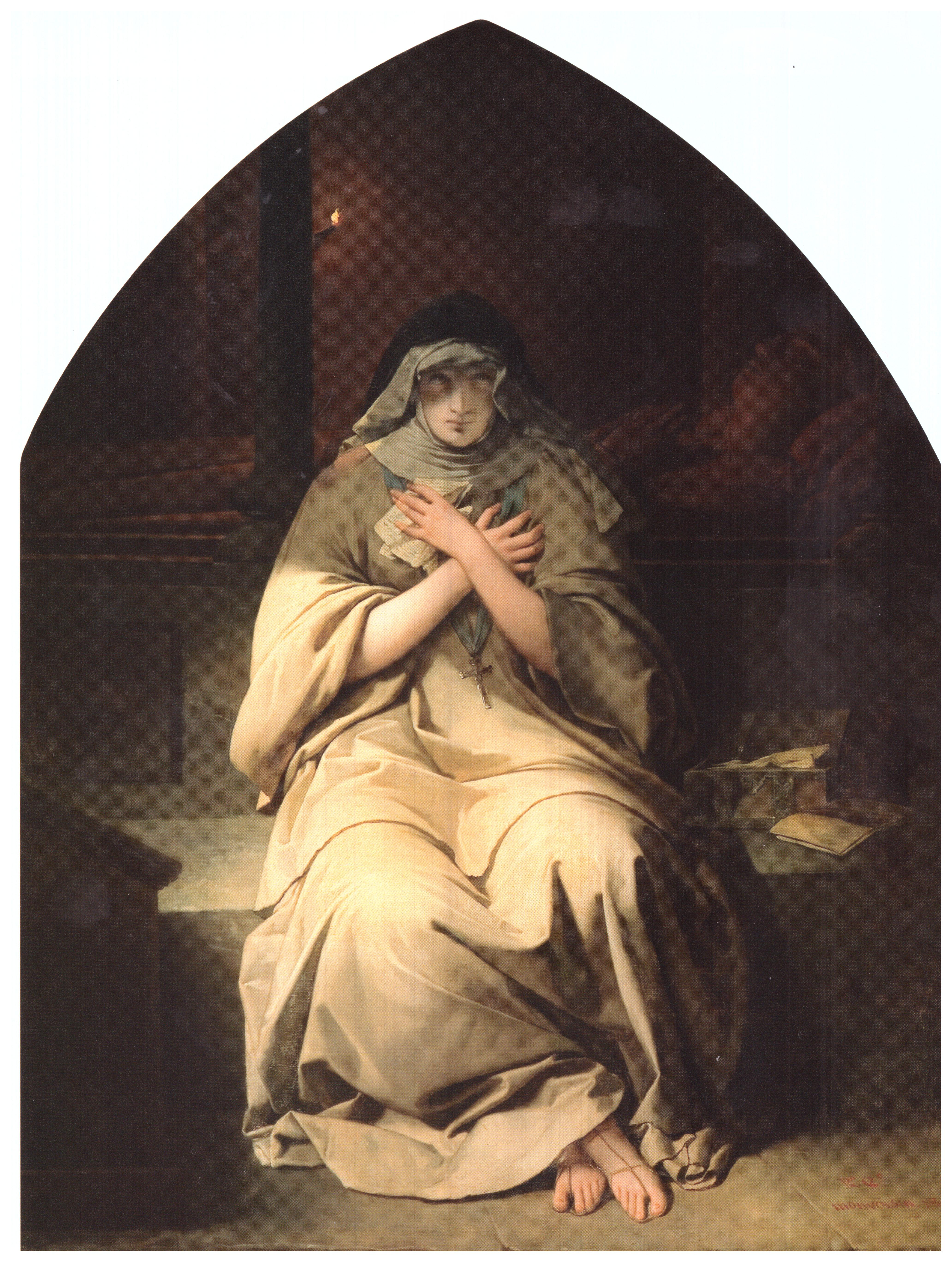
Héloïse dans le tombeau d'Abélard, peint en 1842 par Monvoisin, ami français du consul du royaume de Sardaigne à Buenos Aires, Henri Picolet d'Hermillon.

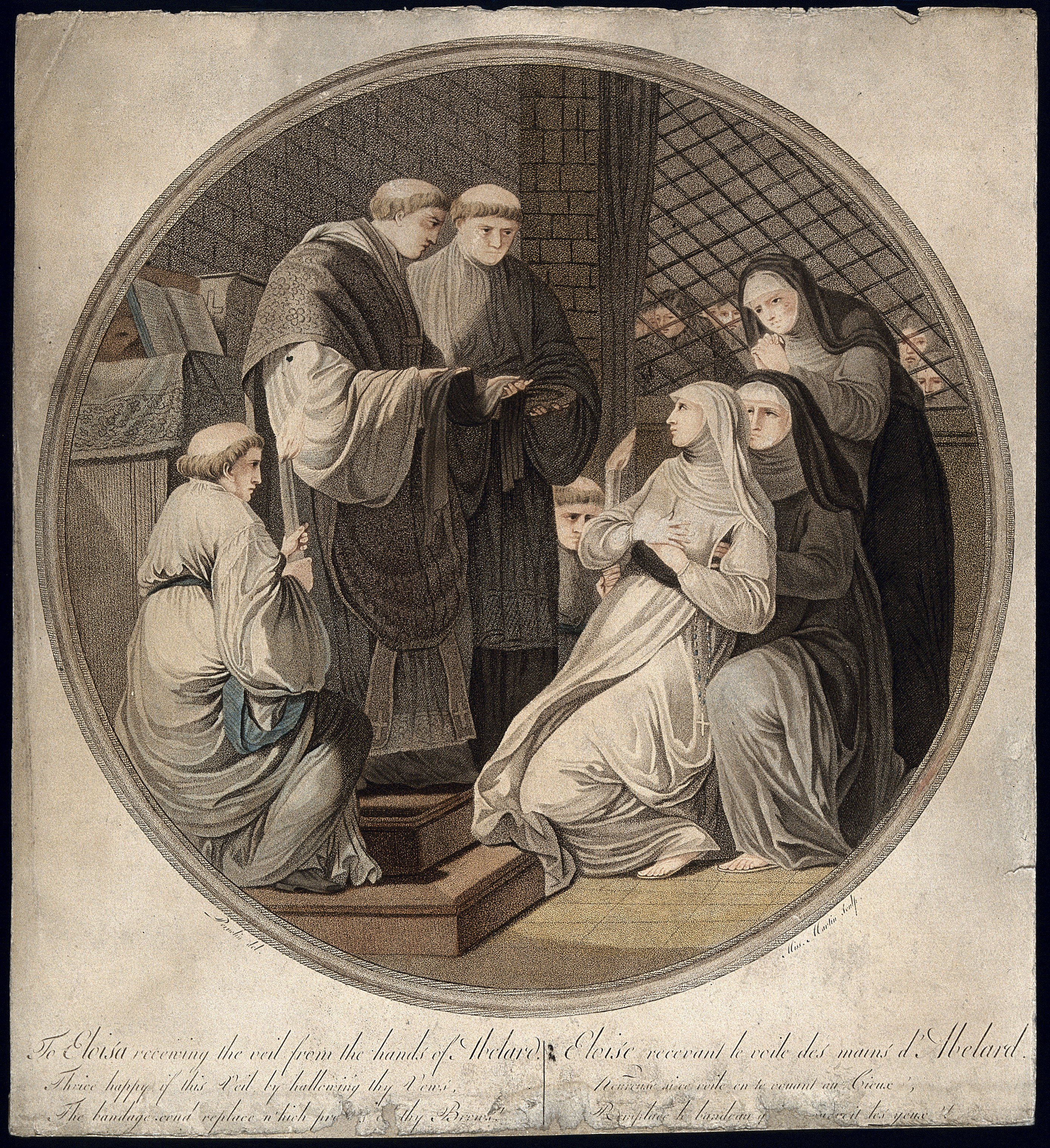
Eloisa receiving the veil from the hands of Abelard., gravure du XIX.

### Reliques
- Une dent et une phalange, in Reliquaire d'Alexandre Lenoir[157], Archives nationales, Paris, 2006.
- Fragments d'os d'Héloïse et d'Abélard, extraits de leurs tombeaux, au Paraclet, in Reliquaire de Vivant Denon, musée Bertrand, Châteauroux[158].
- Os d'Héloïse ou d'Abélard, pris dans leur tombe, in Reliquaire d'Albert Lenoir, musée du vignoble nantais, Le Pallet.
- Restes d'Héloïse et d'Abélard recueillis dans le cercueil en 1816 par monsieur Alexandre Lenoir administrateur du musée, in Reliquaire Sand, musée du vignoble nantais, Le Pallet.
- Une dent montée en bague en 1779[159], disparue.
- Le miroir métallique d'Héloïse, conservé jusqu'en 1792 au Paraclet puis égaré par les héritiers de Dom Cajot, dernier confesseur de cette maison. Abélard avait fait d'un tel miroir l'image de la femme, miroir de l'âme pour l'homme qui la contemple[160].

### Dénominations

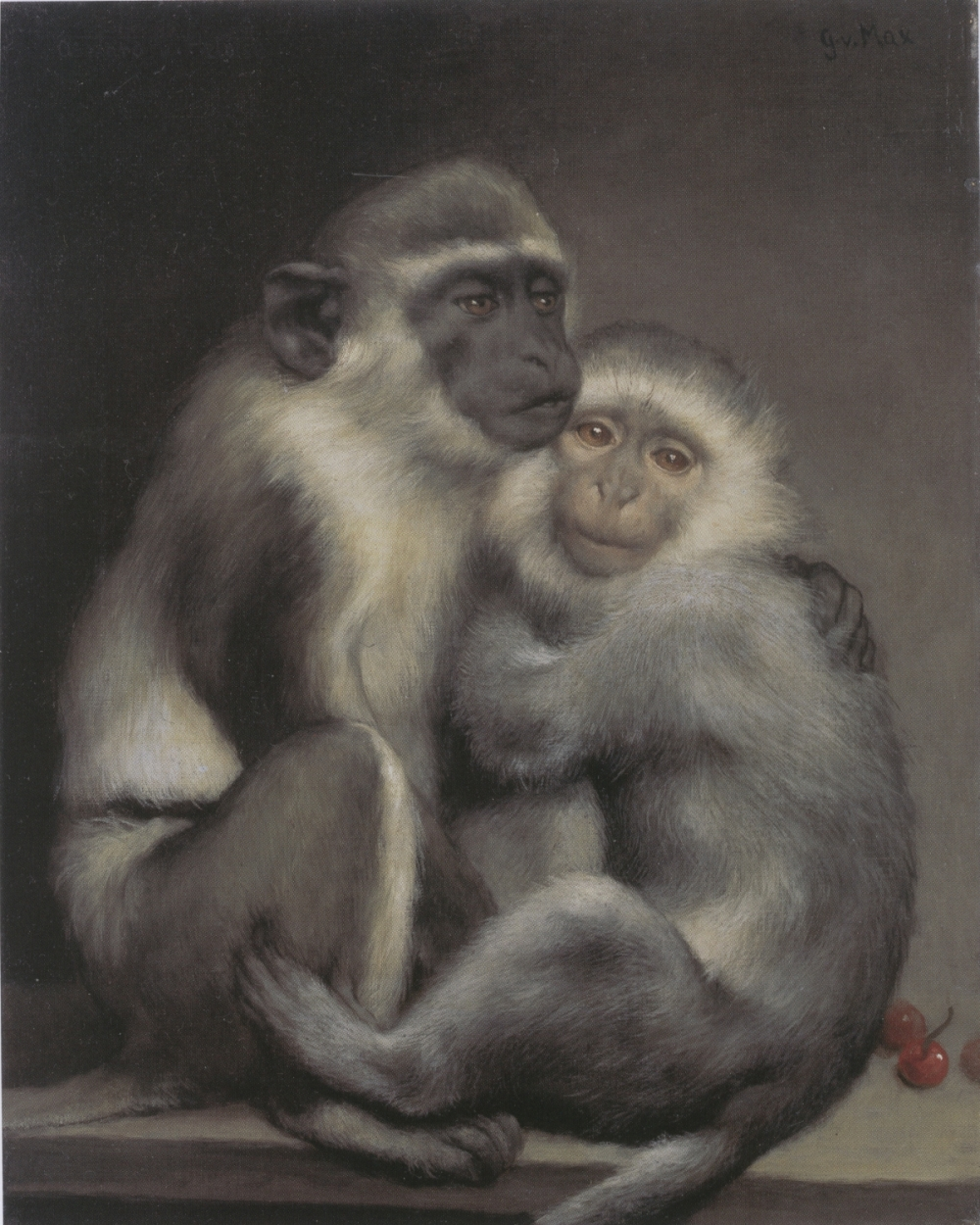
G. von Max, Abelard u. Heloise, huile sur toile, 41 x 36 cm., Ammerland, ca. 1905.

- La féministe Michèle Le Dœuff appelle en 1989 « complexe d'Héloïse »[161] ce qu'elle décrivait dès 1980[162], l'effacement des contributions intellectuelles d'une femme, telle Simone de Beauvoir, au profit de celles de son conjoint, et l'instrumentalisation de sa relation sexuelle pour la publicité de celui ci. Le cadre institutionnel[163] ne permet pas aux femmes comme aux hommes de se défaire de la relation érotique dans laquelle a émergé leur épanouissement intellectuel[164] si bien que c'est d'elles-mêmes qu'elles s'interdisent de parler pour elles-mêmes et se cantonnent au rôle de la commentatrice admirative. Hipparchia n'aura été considérée que comme la femme de Cratès, Élisabeth de Bohême, la correspondante de René Descartes.
- En 1993, le mathématicien et théologien Wilfrid Hodges, dans son exposé de la méthode du va-et-vient de Roland Fraïssé[165], appelle Eloise et Abelard, notés {\displaystyle \exists } et {\displaystyle \forall }, les deux joueurs du jeu d'Ehrenfeucht-Fraïssé, qui est une représentation graphique de cette méthode utilisable en informatique. C'est un hommage un peu grivois de la théorie des modèles à la partenaire de jeu du grand logicien que fut Abélard.
- En 1991 ouvre dans le 13e arrondissement de Paris le square Héloïse-et-Abélard.
- Le cratère vénusien Heloise a été ainsi nommé en son honneur en 1994[166].

### À travers Abélard
- Abélard, Historia calamitatum mearum, 1132,
  - in J. Monfrin, Historia calamitatum, Vrin, Paris, 1978.
- Bernard de Clairvaux, Lettres CLXXXVII à CXCV, 1140-1141,
  - in L. Charpentier, Œuvres complètes de saint Bernard, Librairie Louis de Vivès éd., Paris, 1866.
    - La lettre CXC est la charge contre les Hérésies de Pierre Abélard.
    - La lettre CXCIV est le rescrit dicté au pape Innocent II.
- François d'Amboise, Apologetica praefatio pro Petro Abaelardo, Nicolas Buon impr., Paris, 1616,
  - in Jacques Paul Migne, Patrologia Latina, vol. Nombre romain incorrect, répétition de chiffre (C), p. 71-104, Le Petit Montrouge éd., Paris, 1853.
- Lettres de Foulques de Deuil, Bérenger de Poitiers, Roscelin
  - in L. Stouff, Héloïse et Abélard - Lettres, 10/18, Paris, 1964.

### Lettres d'Héloïse et Abélard
Lettres antérieures intitulées Epistolae duorum amantium
- Lettres des deux amants, attribuées à Héloïse et Abélard, traduites et présentées par Sylvain Piron, texte français suivi du texte latin établi par Ewald Könsgen, éditions Gallimard, 2005  (ISBN 2-07-077371-X).

Lettres postérieures appelées de façon restrictive Correspondance.
- L. Stouff, Héloïse et Abélard - Lettres, 10/18, Paris, 1964.
- Abélard et Héloïse, éd. E. Bouyé, Correspondance, coll. « Folio », Gallimard, Paris, 2000  (ISBN 2-07-041528-7).
  - Lettre I : Histoire des malheurs d'Abélard adressé à un ami,
  - lettre II : Héloïse à Abélard,
  - lettre III : Abélard à Héloïse,
  - lettre IV : Réponse d'Héloïse à Abélard,
  - lettre V : Réponse d'Abélard à Héloïse,
  - lettre VI : Réponse d'Héloïse à Abélard,
  - lettre VII : Réponse d'Abélard à Héloïse,
  - lettre VIII : Abélard à Héloïse.
  - Lettres d'Abélard et Héloïse; éd; et traduction E. Hicks et Thérèse Moreau; Le Livre de poche; Librairie générale française; Paris; 2007
- Abélard-Héloïse, éd. François d'Amboise, trad. R. Oberson, Correspondance. Lettres I-VI., Hermann, Paris, 2008, 191 p.

### Correspondance avec Pierre le Vénérable
- Lettre de Pierre, in E. Hicks & Th. Moreau, Lettres d'Abélard et Héloïse, Le Livre de poche Librairie générale française, no 4572, Paris, 2007, 567 p.
- Lettre à Pierre[167], Le Paraclet, 1144, in G. Constable, The Letters of Peter the Venerable, p. 400-401, HUP, Cambridge (Massachusetts), 1967[n 45].

### Études sur Héloïse
Évocation romantique en tant que personnage secondaire.
- F. Guizot & E. Guizot, Essai historique, in Lettres d'Abélard et d'Héloïse, E. Houdaille, Paris, 1839, réed. Abélard et Héloïse : essai historique, Didier libr., Paris, 1853.
- v. Cousin, P. Abaelardi de intellectibus, in Fragments philosophiques, t. II, Ladrange, Paris, 1840.
- M. Carrière, Einleintung, in Abaelard und Heloise : ihre Briefe und die Leidensgeschichte, p. 1–99, Ricker, Giessen, 1844.
- Ch. de Rémusat, Abélard - Sa vie, sa philosophie et sa théologie, vol. I & II, Didier libr., Paris, nouv. éd. 1855.

Les débats d'avant-guerre.
- A. Dutilleux, « Héloïse à Argenteuil », Revue de l'histoire de Versailles et de Seine-et-Oise, t. 3, 1902, p. 241-274 (en ligne)

- B. Le Barillier, La Passion d'Héloïse et d'Abélard, Société d'éditions littéraires et artistiques, Paris, 1910.
- M. de Waleffe, Héloïse, amante et dupe d'Abélard. (La fin d'une légende), Éditions d'art et de littérature Richardin, Paris, 1910, 218 p[n 46].
- Ch. Charrier, Héloïse dans l'histoire et dans la légende Champion, Paris, 1933, 688 p., réed. Slatkine, Genève, 1977.
- É. Gilson, Héloïse et Abélard, Vrin, Paris, 1938, réed. 1978, rééd. 1984.

Les herméneutes de la fin du XXe siècle.
- Y. Jeandet, Héloise : L'amour et l'absolu, éd. Rencontre, Lausanne, 1966.
- E. Baumgartner, De Lucrèce à Héloïse, remarques sur deux exemples du Roman de la Rose, Romania, no 95, p. 433-442, 1974.
- P. Dronke, Abelard and Heloise in medieval testimonies, Coll. W.P. Ker (en) memorial lecture, n° 26, Presses de l'université de Glasgow, Glasgow, 1976.
- J. Bourin, Très sage Héloïse, éditions de La Table ronde, 1982.
- G. Duby, Dames du XIIe siècle, Héloïse, Aliénor, Iseut et quelques autres., chapitre III, Gallimard, Paris, 1995.
- J. Verger, L'Amour castré. L'histoire d'Héloïse et Abélard, éditions Hermann, Paris, 1996.
- A. Willock, Abélard, Héloïse et le Paraclet, Librairie Bleue, Troyes, 1996, 218 p.
- Michael Clanchy (en), Abelard - A Medieval Life, Blackwell Publishers, Oxford, 1997,
  - trad. Abélard, coll. « Grandes biographies », éditions Flammarion, Paris, 2000.
- W. Robl, Heloïsas Herkunft: Hersindis Mater, Olzog, Munich, 2001  (ISBN 3-7892-8070-4).
- W. Robl, Hersindis Mater. Neues zur Familiengeschichte Heloisas mit Ausblicken auf die Familiengeschichte Peters Abaelard, in U. Niggli, Abaelard. Werk, Leben, Wirkung, Forschungen zur europäischen Geistesgeschichte no 4, p. 25–90, Herder (de), Fribourg-en-Brisgau, 2003  (ISBN 3-451-28172-4).

Le retour au texte.
- Pierre Bayle & R. Oberson, Article Héloïse, in Personnages de l'affaire Abélard et considérations sur les obscénités, p. 181-218, L'Âge d'homme, Lausanne, 2002.
- Mary Martin McLaughlin & Bonnie Wheeler, Heloise and the Paraclete : A Twelfth-Century Quest., Coll. The New Middle Ages, Palgrave Macmillan, Basingstoke, juillet 2002, 208 p.  (ISBN 978-0312229368).
- R. Oberson, La Héloïse forcée, L'Âge d'homme, Lausanne, 2004.
- Guy Lobrichon, Héloïse : l'amour et le savoir, Paris, Gallimard, coll. « Bibliothèque des histoires », 2005, 371 p. (ISBN 978-2-07-077222-3).
- C. Mews (en), Abelard and Heloise, Oxford University Press Inc., New York, 2005, 308 p.
- C. Mews (en), "La voix d'Héloïse", un dialogue de deux amants., Le Cerf, Paris, 2005.
- C. Mews (en), Heloise, in A. Minnis & R. Voaden, Medieval Holy Women in the Christian Tradition c.1100-c.1500, vol. I, Brepols, Turnhout, 2010,  (ISBN 978-2-503-53180-9).
- S. Piron, "L'éducation sentimentale d'Héloïse", Clio. Femmes, genre, histoire, 47, 2018, p. 156-166. DOI : 10.4000/clio.14259 .
- (en) S. Piron , « Heloise’s literary self-fashioning and the Epistolae duorum amantium », in Lucie Doležalová, Strategies of Remembrance. From Pindar to Hölderlin, Newcastle-upon-Tyne, Cambridge Scholars Publishing, 2009, p. 103-162.
- R. Oberson, Abélard et Héloïse. À singulière esclave, maître spécial, éditions Hermann, 2010, 994 p.
- F. Oudin, Héloïse et Abélard. Amants, époux, religieux., in Maris et femmes, Questes, no 20, p. 38-53, Sorbonne, Paris, 2011.
- John O. Ward & Neville Chiavaroli, « The young Heloise and Latin rhetoric: some preliminary comments on the “lost” love-letters and their significance », in Bonnie Wheeler, Listening to Heloise: the voice of a twelfth century woman, p. 53-119, St. Martin’s Press, New York, 2000.

### Remarques
1. ↑  Le manuscrit lat. 2923, qui est à la BNF, date des années 1270 et comporte aussi une miniature représentant Héloïse mais le visage de celle ci a été effacé.
2. ↑  Ainz li faisoit la juene dame
Bien entendant et bien lettrée
Et bien amant et bien amée,
Argumenz a lui chastier
Qu’il se gardast de marier.
3. ↑  Avec Abélard, qui n'est alors plus au Paraclet auprès d'Héloïse mais a repris son poste d'écolâtre de Sainte-Geneviève sur la montagne du même nom.
4. ↑  La date de 1001, longtemps retenue en l'absence de preuves, avait été conjecturée par les moines de Saint-Marcel, où fut dressé le premier tombeau d'Abailard, et gravée sur une plaque commémorative parce qu'il leur paraissait providentiel qu'elle mourût au même âge que son mari. (cf. Rémusat, op. cit., p. 263.). Cook, dans The birth of Héloïse (op. cit.), penche pour 1095, mi chemin entre les deux dates extrêmes possibles selon lui, 1090 et 1100. Le témoignage de Pierre le Vénérable (cf. Première lettre à Héloïse, in op. cit.), qui encore adolescent avait connaissance d'une étudiante déjà renommée, laisse supposer, même si Héloïse est entrée dans les arts libéraux avec un ou deux ans d'avance, qu'elle est née deux ou trois ans avant lui, soit au plus tard en 1092, c'est-à-dire juste avant que sa supposée mère, Hersende de Champagne dame de Montsoreau, ne rejoigne les émules de Robert d'Arbrissel. Une date précoce est plus compatible avec ce que montre l'auteur des Epistolae duorum amantium, qui datent précisément de 1115, une maturité certaine, c'est-à-dire une expérience psychologique approfondie, une érudition étendue, c'est-à-dire des études de textes qui se sont prolongées sur de nombreuses années, et une maîtrise et une fluidité du latin inégalées, c'est-à-dire une pratique déjà longue. Inversement, la rajeunir est allé dans le sens de la figure caricaturale de la jeune fille, innocente et porteuse de péché, séduite et abandonnée, que les détracteurs d'Abailard, et parfois les admirateurs de la femme, ont réussi à imposer. En attendant de découvrir un acte qui par recoupements précise cette date de naissance, on ne peut que laisser à Héloïse la coquetterie de continuer à la cacher.
5. ↑  Après Roswit, chanoinesse de Gandersheim qui a, un siècle plus tôt, illustré la renaissance othonienne. Hildegarde de Bingen puis Elisabeth de Schönau commencent d'écrire un tiers de siècle après Héloïse, Herrade de Landsberg vers 1159. Les grandes artistes que furent à la fin du Xe siècle et au début du XIe siècle Diemode, Ende, Guda, Guisle (ca) et la fille de celle ci, Alba, étaient, à l'instar de Gisèle, copistes. Pour lettrées qu'elles furent, de telles femmes, à l'exception notable de Roswit, ne produisaient pas encore de littératures originales. Ce qui est vraiment nouveau, moderne voire avantgardiste chez Héloïse, c'est le discours subjectif.
6. ↑  Les noms de famille n'existaient pas à cette époque.
7. ↑  Hormis le cas exceptionnel, et pour le Ve siècle av. J.-C. scandaleux, d'Aspasie et Périclès, le premier couple d'intellectuels à œuvrer de concert est celui formé par Emma, que la légende dira fille de Charlemagne, et Éginhard, secrétaire impérial, mais leur célébrité commune, saluée par leur contemporain Loup Servat (cf. Graydon W. Regenos, The Letters of Lupus of Ferrieres, p. 8, Martinus Nijhoff éd., La Haye, 1966), ne dépassa pas la cour carolingienne. Jérôme et Paule, qui ont élaboré ensemble la Vulgate aux alentours de 400, ne formaient pas à proprement parler un couple.
8. ↑  Issus des gouverneurs de Neustrie, les Thibaldiens, qui règnent sur l'Angleterre en la personne d'Étienne de Blois, gouvernent le commerce international animé par les foires de Champagne, battent la principale monnaie de l'époque, la livre de Provins, et fondent le premier réseau bancaire, l'ordre du Temple, ne commencent de perdre leur prééminence qu'à partir de 1142, quand le Roi Louis le Jeune commet le terrible massacre de Vitry. La rivalité séculaire se clôt en 1284 quand Jeanne de Navarre épouse le capétien Philippe le Bel, le « roi maudit », lequel s'empresse aussitôt de spolier les Juifs et ruiner la Champagne reçue en dot.
9. ↑  Cette famille a possédé rien moins que Champtoceaux ainsi que des forteresses dans le Saumurois et le Vendômois.
10. ↑  L'identification repose sur des indices, le rattachement exclusif par le Cartulaire de Marmoutiers pour les Vendômois du nom de Fulbert, qui est aussi le nom du frère d'Hersende, à un territoire dépendant des comtes de Blois et de Champagne, la possession par ce même oncle d'Héloïse d'une relique de Saint-Évroult dont les ossements avaient été translatés à Orléans, sa fréquentation dans le même cercle d'influence thibaldienne et angevine de Baudri de Bourgueil, etc. Dans cette hypothèse, Héloïse serait le fruit d'une grossesse tardive, trente ans ou un peu plus, et aurait eu un demi-frère, Étienne de Montsereau, chanoine de Candes-Saint-Martin puis archidiacre de Saint-Martin de Tours, ainsi qu'un demi frère par alliance, fils du premier lit du second mari de sa mère, Gauthier de Montsoreau.
11. ↑  Le monastère se situait sur une partie de l'espace qui se trouve actuellement devant le palais. Le nom d'Héloïse peut indiquer un parrainage de saint Éloi (cf. B. M. Cook, The birth of Héloïse, op. cit.). S'il s'agit de la même Hersende, celle-ci aurait plus de quarante-cinq ans au moment d'être accusée de laisser entrer des hommes dans le couvent.
12. ↑  L'abbaye se situait aux alentours de l'actuelle rue Notre-Dame.
13. ↑  Cet oncle a joué un rôle déterminant dans la découverte des auteurs et la formation d'Héloïse, fruit d'une aventure délaissé par sa mère qui ne pouvait obtenir d'être reconnue de son père que par la célébrité. Son supposé rapport au père, l'image qu'elle avait d'elle-même qui ne s'est vue d'avenir que dans la prostitution, les coups reçus de cet oncle qui la battait, ceux d'un Abélard sadique (cf. Lettre V) auxquels elle consentait en quelque manière, malgré ou paradoxalement parce qu'elle protestait et se débattait (ibidem), la position paternelle donnée à cet amant plus âgé, en somme tout ce qui fait l'imaginaire le plus convenu qu'une jeune fille peut supposer à un homme, continue de susciter toutes sortes de fantasmes quant à ses rapports avec cet oncle et maître, depuis la paternité cachée jusqu'à l'inceste (cf. R. D. Oberson, La Héloïse forcée, op. cit.). En réalité, s'il est effectivement l'un des frères auprès duquel a été élevée Hersende de Champagne orpheline, il devait être beaucoup plus âgé que cette supposée mère d'Héloïse, un vieillard parvenu en 1110 à l'âge d'au moins soixante ans.
14. ↑  Son nom continue d'apparaître dans divers actes postérieurs à 1107, soit bien après la mort de son allié Guillaume de Montfort, le sacre du prince Louis et la retraite de la belle-mère scandaleuse de celui-ci, Bertrade de Montfort.
15. ↑  Les inspections non scientifiques des ossements d'Héloïse faites à la fin du XVIIIe siècle et au début du XIXe ont également montré une belle dentition (cf. Charrier, op. cit. p. 318.)
16. ↑  Le divertissement dans les cercles étudiants des goliards, plus qu'un simple délassement après l'étude, semble avoir pris au sein d'une jeunesse riche et sans frein un développement considérable à l'origine du théâtre de rue. La vie mouvementée d'un François Villon, admirateur d'Héloïse, en évoque à deux siècles de distance un tableau tragique.
17. ↑  (...) frequenti carmine tuam in ore omnium Heloisam ponebas. Me plateae omnes, me domus singulae resonabant.
18. ↑  Pour les filles de Charlemagne, premières jeunes princesses à avoir eu la préséance sur de vieilles reines, c'était une façon de montrer la supériorité de leur jeunesse et de leur fécondité, qu'elles soulignaient d'une large ceinture très serrée. À partir du retour de la Deuxième croisade, qui apporte de nombreuses nouveautés, telle que les prunes, les dames à la mode, qui n'ont pas toujours la silhouette de jeunes filles, recouvrent leurs cottes hardies d'un bliaud inspiré par l'Orient. Les termes finiront par se confondre, pour ne conserver, à contresens, que le mot plus suggestif pour le vêtement le plus ample.
19. ↑  Outre la fine amor, cf. Monsieur de Clèves : « (...) si ma maîtresse, et même ma femme, m'avouait que quelqu'un lui plût, j'en serais affligé sans en être aigri. Je quitterais le personnage d'amant ou de mari (...) » (M. M. Pioche de La Vergne, La Princesse de Clèves, t. II, p. 80, Le Livre de poche, Paris, décembre 1958).
20. ↑  « obeïr en toutes choses »
21. ↑  « Estime (...) par expérience de la chose même »
22. ↑  « observant également par moi-même d'un point de vue naturel »
23. ↑  Une fois ôtées de l'expression Petrus Abaelardus II les lettres composant le nom Astralabus (Petrus Abaelardus II) restent celles qui composent l'expression Puer Dei I.
24. ↑  Le mot employé n'est pas, comme quelques lignes plus loin, meretrix (littéralement « celle qui a mérité une rémunération », c'est-à-dire une courtisane) mais scortum, qui renvoie à l'idée de débauché et est une métonymie des « génitoires » (scortes). Le terme désigne tant une femme qu'un homme. On dit scortor (« aller aux putes »).
25. ↑  Le crime n'a donc pas lieu dans le logement qu'occupait auparavant Abélard dans le presbytère jouxtant la chapelle Saint-Christophe jusqu'à ce que Fulbert, informé de l'intrigue qui se jouait sous son toit, l'en chasse et qu'Héloïse venait de déserter pour le monastère Saint Marie d'Argenteuil. Il est vraisemblable, mais très incertain, qu'Abélard se soit installé dans un appartement de l'hôtel que possède son protecteur Etienne de Garlande dans le Cloître de Paris et que ce soit là, le lieu de l'agression nocturne. Le souvenir d'une maison d'Héloïse et Abélard s'y est en effet conservé (cf. infra note « Tympan d'une fenêtre de façade, 11 quai aux Fleurs », rubrique Monuments, $ Célébration).
26. ↑  Quelle est la part de la souffrance morale de sa nièce, qui s'est certainement affligée plus d'une fois de l'inconstance de son amant et mari, que Fulbert a prise en considération ? Quels étaient les motifs de ressentiment de son valet à l'égard d'Abélard ?
27. ↑  Celui-ci n'a pu être désigné que par les ruffians, qui devaient être particulièrement ignorants ou stupides pour espérer échapper aux sanctions en s'attaquant à un homme d'une telle notoriété. L'enquête n'a pu être conduite qu'à partir des aveux du valet.
28. ↑  Il s'agit très probablement des complications d'une ablation brutale, hématome, infections, épididymite, abcès. L'orchidectomie prive l'organisme de quatre-vingt-quinze pour cent de la testostérone circulante, les cinq pour cent restant continuant d'être produits par les surrénales (Cf. v.g. M. G. Oefelein, A. Feng, M. J. Scolieri & al., « Reassessment of the definition of castrate levels of testosterone : implications for clinical decision making », in Urology (en), n° 56, p. 1021–1024, Elsevier B. V., Montréal, 2000.). Elle provoque dans la plupart des cas, mais pas tous, une impuissance et une baisse de la libido, ainsi que des bouffées de chaleur dans plus de la moitié des cas, un hypogonadisme, une perte de pilosité, une modification de la surface de la peau, une ostéoporose, une prise de poids et une perte de masse musculaire. Il est peu vraisemblable qu'une pénectomie sauvage ait été pratiquée parce qu'elle aurait entrainé une hémorragie qui aurait pu être fatale et parce que les hommes de l'époque, étant familiers des castrations pratiquées sur les chevaux et autres animaux d'élevage, étaient en général avertis de la façon de procéder, c'est-à-dire de couper les seuls testicules. Si une pénectomie a eu lieu, ce sur quoi Abélard ne s'étend pas (« Il me tranchèrent les parties du corps par lesquelles j'avais commis ce dont ils se plaignaient. », plus loin Abélard se comparant aux eunuques qu'il décrit comme privés des seuls testicules), elle a certainement causé des complications infectieuses et des difficultés urinaires. A cela s'ajoutent bien sûr les conséquences psychologiques mais pas d'autres risques pour la santé.
29. ↑  Une tradition orale rapportée en 1894 par l'historien local Gabriel du Chaffault évoque une rencontre d'Héloïse et Abélard au bord de l'étang où il aurait été question de suicide, pratique rendue à la mode au XIXe siècle par Werther. Cette localisation a été dénoncée en 2009 par Mickael Wilmart, enseignant de l'EHESS, au seul motif d'absence de preuve (Cf. note de l'Association Pierre Abélard, site référencé supra).
30. ↑  John Benton (en) (« A reconsideration of the authenticity of the correspondance of Heloise and Abelard », in Rudolf Thomas, Petrus Abaelardus. Person, Werk und Wirkung., p. 47, Éditions Paulinus, Trèves, 1980  (ISBN 3-7902-0041-7)) suggère que Roscelin montre ici toute sa mauvaise foi et qu'il s'agissait en réalité d'un sceau qu'Abailard aurait conservé de son abbaye de Saint Denis, une bague gravée en l'honneur des deux compagnons martyrs de Denis, Rustique et Éleuthère. Il est traditionnel en effet de représenter le premier barbu et le second jeune et imberbe, un aspect plus féminin.
31. ↑  Les autres femmes qui ont dirigé un couvent de femmes l'ont jusqu'alors toujours fait au sein d'un couvent mixte, tel Fontevraud, sous la direction d'un abbé ou d'un autre représentant de l'évêque diocésain. La particularité du cas de Pétronille de Chemillé, c'est qu'elle dirigeait les deux couvents de Fontevraud, celui des hommes comme celui des femmes. Il faut noter que le prieuré d'Héloïse, dirigé donc par une abbesse, ne recevra le titre d'abbaye que le 1er novembre 1147, alors que l'ordre paraclétien se sera fondu dans celui de Cluny.
La reine Adélaïde a fondé un an plus tôt, en 1134, l'abbaye de Montmartre mais n'a pas pour autant cesser de régner. Ce n'est qu'en 1153 qu'elle s'y retire et ce n'est qu'à titre posthume qu'il lui a été décerné le titre honorifique d'abbesse (Mabillon, Res gestas ab anno christi MCXVII. ad annum MCLVII, p. 149, 1739). Auparavant, à partir de 1137, Christine de Courtebrone, femme d'affaires dont le frère Eustache et les sœurs Cécile et Hildeburge multiplient les donations, probablement sans le cadre de l'exonération fiscale de leur héritage familial, exerce la fonction mais ce n'est qu'en 1144 que le titre d'abbesse lui est reconnu par la Curie (ibidem).
32. ↑  Héloïse donne de nombreux exemples de l'inadéquation de la règle bénédictine à la vie des femmes, tant sur le plan pratique, par exemple les articles concernant le vêtement, incompatibles avec les menstrues, que sur le plan moral, par exemple l'obligation qui serait faite à une abbesse de présider la table des hôtes masculins.
33. ↑  La déposition du l'empereur Charles le Gros et les invasions normandes ont donné l'occasion au marquis de Neustrie Eudes de prendre le pouvoir le 29 février 888 au titulaire du royaume de Francie occidentale Charles le Simple, pendant la minorité de celui-ci. À la mort d'Eudes, la conjuration est poursuivie par le frère du défunt, Robert, lequel est tué à la bataille de Soissons, le 15 juin 923. Pour autant, Charles le Simple ne parvient pas à restaurer sa puissance. Son fils Louis d'Outremer puis son petit-fils Lothaire ne règnent plus que nominalement face aux grands féodaux.
En 958, quatre ans après l'avènement de Lothaire, Thibauld de Blois, inventeur du donjon (Blois, Chartres, Châteaudun, Chinon, Saumur), beau-frère du roi Alain puis du comte Foulques, s'érige en gouverneur de la Neustrie, c'est-à-dire chef administratif, et ne reconnait aucun suzerain. Deux ans plus tard, Hugues Capet, devenu majeur, obtient du même Lothaire le titre de duc des Francs, c'est-à-dire de chef militaire, dont son père, Hugues le Grand, avait bénéficié. Presque trente ans plus tard, le 21 mai 987, la mort opportune du dernier carolingiens Louis Le Fainéant sur un terrain de chasse d'Hugues Capet ne fait que relancer la rivalité entre robertiens et thibaldiens. Ceux-ci finissent, par mariages, par acquérir un territoire enserrant le domaine capétien entre la vallée de la Loire, la Champagne et la seigneurie de Montmorency étendue au comté de Beauvais. La guerre d'influence se joue également au sein de l'Église.
34. ↑  Bernard de Clairvaux fera beaucoup d'efforts par la suite, vis-à-vis du pape comme de ses confrères ainsi que dans ses écrits, pour justifier la condamnation à laquelle il a apporté tout son zèle. Dans cette œuvre de propagande, seule la version du saint, à quelques témoignages près, est restée documentée. Par exemple, il fait dire que c'est Abélard, simplement demandeur d'une disputation, qui aurait demandé à avoir un procès mais que lui, plein de bienveillance, n'aurait jamais voulu y participer (Cf. B. de Fontaine, Lettre au pape Innocent II au nom des évêques de France, in Charpentier, op. cit., t. II. Cf. Geoffroy d'Auxerre, op. cit., V, 13). Ayant apparemment récusé ses juges quand il a vu qu'il n'aurait pas de procès équitable et demandé un examen direct de l'affaire par Rome, Abélard a été décrit par ses détracteurs comme un homme soudainement, pour ne pas dire miraculeusement, frappé d'une incapacité à prendre la parole (Cf. Geoffroy d'Auxerre, op. cit., V, 14).
35. ↑  Le tombeau sur lequel elle aurait été inscrite (cf. A. A. L. Follen, op. cit., p. 128) au Paraclet a été détruit mais elle a été reçue comme authentiquement du XIIe siècle (cf. E. du Méril, Poésies populaires latines antérieures au XIIe siècle, Brochaus & Avénarius, p. 428, n. 2, Paris, 1843) sans plus de discussions (cf. M. Carrière, Die Kunst im Zusammenhang der Culturentwickelung und die Ideale der Menschheit, p. 266, F.A. Brockhaus, 1868.). L'attribution ne repose plus que sur le texte. La mise en scène macabre que le chant décrit correspond bien à la volonté d'Héloïse d'être ensevelie sous le cadavre de son mari, et non pas à côté. À la première strophe, le chœur des moniales chante en effet le requiescat d'une seule personne. À la dernière, celui de plusieurs personnes. La récitante a ainsi au cours de sa lamentation rejoint dans la tombe celui qu'elle pleurait, emportée par ses pleurs. Le verbe s'est fait acte. La légende a transmis quelque chose de cet esprit mélodramatique, sinon de cette mélancolie morbide, en rapportant que le cadavre d'Abélard ouvrit les bras au moment de l'ensevelissement pour accueillir dans la tombe celui de sa femme. En outre, les vers latins riment à la française, ce qui peut être vu comme l'indice d'une époque de transition entre latin et ancien français. Autre indice, la langue est savante, presque précieuse, et la composition, véritable dialogue dramatique, sophistiquée (cf. Ch. Magnin, Journal des savants, p. 25, Imprimerie royale, Paris, 1844).
36. ↑  Frontière du Sénonais en aval de Thorigny sur l'Oreuse, c'est aujourd'hui une ferme et un hameau de quelque six habitations.
37. ↑  Proh dolor hunc morsu sublatum mortis edaci
Non dolor aut gemitus vivificare queunt
Ergo quid lacrime quid tot tantique dolores
Prosunt nil prodest hic dolor imo nocet.
38. ↑  Des arguments de forme et de fond, toutefois insuffisants, peuvent être retenus pour avancer l'hypothèse que ce manuscrit est un témoignage de l'écriture d'Héloïse. Cf. Werner Robl, réf. citée infra, août 2001. Quoi qu'il en soit, les exercices d'écriture de l'époque étaient très impersonnels.
39. ↑  Antoine Peccot (1766-1814), commissaire des Monnaies de Nantes, était un ami de François-Frédéric Lemot, lequel, inspiré par un voyage en Italie, fit construire dans le parc de son manoir de Clisson la fabrique de la grotte d'Héloïse, très goutée du touriste romantique. Cf. Claude Thiénon, Voyage pittoresque dans le bocage de la Vendée ou vues de Clisson et de ses environs, Didot, Paris, 1817.
40. ↑  Seuls les hauts reliefs des pans verticaux de la tombe et le gisant d'Abélard proviennent du tombeau dressé en 1142 pour le défunt au prieuré clunisien de Saint-Marcel-lès-Chalon. Les autres pièces sont rapportées d'autres monuments de diverses époques et complétées par quelques facsimilés. Aucune ne provient du Paraclet.
41. ↑  Héloïse est sculptée adossée à son amant, retenant de sa main gauche l'organe du désir de celui-ci sur son sein, un castor, symbole de castration, à ses pieds.
42. ↑  La décoration extérieure de cette façade d'un immeuble construit en 1839 comporte aussi un Abélard sculpté situé au 9. Le propriétaire, abusé par le souvenir d'Héloïse et Abélard qui les attache au Cloître Notre-Dame, où celui-ci a enseigné, ou bien soucieux de valoriser son investissement, a fait scellé dans la façade une plaque commémorative au-dessus du porche commun au 9 et au 11. L'inscription affirmant que l'immeuble occupe l'emplacement de l'ancienne habitation du maître est trompeuse. La date de 1118, qui y est indiquée, correspond certes à la période de convalescence d'Abélard qui a suivi sa castration, laquelle a eu lieu en août 1117. Héloïse à ce moment était déjà réfugiée à Argenteuil. La tradition a pu confondre l'habitation d'Abélard avec celle du supposé oncle paternel d'Héloïse, Etienne de Garlande, dont l'hôtel particulier s'étendait avec ses jardins depuis l'enceinte de la Cité, actuel quai aux Fleurs, jusqu'à ce qui est aujourd'hui la rue Chanoinesse. Le Chancelier y a fait ériger à hauteur de l'actuel 19 de la rue des Ursins, soixante mètres derrière le 9 quai aux Fleurs, dans l'enceinte de son palais, la chapelle Saint-Aignan en 1116, un an avant que le mariage clandestin de ses protégés soit célébré, peut être dans cette même chapelle. Il reste plausible qu'Abélard se soit installé dans un appartement de cet hôtel quand Héloïse, après ce mariage, a quitté le logement de son oncle Fulbert, qui habitait probablement un presbytère sis à l'emplacement de l'actuel parvis de Notre-Dame, la chapelle Saint-Christophe, pour le couvent Sainte-Marie d'Argenteuil et que ce soit dans l'hôtel Garlande qu'il a subi, une nuit, l'agression au cours de laquelle il a été châtré (cf. supra, rubrique "Castration", chapitre "Genèse d'une légende", $ Biographie). L'effraction des logis du personnage le plus important après le roi expliquerait mieux l'indignation manifestée à la suite de ce forfait par les bourgeois de Paris, inquiets de la capacité de leur ville à assurer la sécurité du gouvernement et de se montrer dignes de l'honneur d'accueillir le siège de celui-ci.
43. ↑  Le modèle original de ces moulages semble être celui des grilles de la porte en fer forgé du même immeuble du quai aux Fleurs.
44. ↑  Une gravure en miroir colorée était visible au Musée d'Argenteuil avant la fermeture de celui-ci.
45. ↑  « Petro reverentissimo domino et patri, ac venerabili abbati Cluniacensium, Heliosa [sic] humilis dei et eius ancilla, spiritum gratiae salutaris.
Visitante nos dei misericordia, dignationis vestrae nos visitavit gratia. Gratulamur pater benignissime, et quod ad parvitatem nostram magnitudo vestra descenderit, gloriamur. Est si quidem vestra visitatio magna magnis quibuslibet gloriatio. Norunt alii, quantum eis utilitatis vestrae contulerit praesentia sublimitatis. Ego certe non dicam enarrare dictu, sed nec ipso valeo comprehendere cogitatu, quam utilis, quam iocundus vester michi fuerit adventus. Abbas noster, dominus noster, apud nos anno praeterito .xvi.kal.Decembris missam celebrastis, in qua spiritui sancto nos commendastis. In capitulo, divini nos sermonis eulogio cibastis. Corpus magistri nobis dedistis, ac beneficium Cluniacense concessistis. Michi quoque, quam nec ancillae nomine dignam, sublimis humilitas vestra tam scripto quam verbo sororem vocare non dedignata est, singulare quoddam velut amoris et sinceritatis privilegium donastis. Tricenarium scilicet, quod michi defunctae conventus Cluniacensis persolveret. Indixistis etiam, quod donum illud sigillatis confirmaretis apicibus. Quod itaque sorori immo ancillae concessistis, frater immo dominus impleatis. Placeat etiam vobis aliud michi sigillum mittere, in quo magistri absolutio litteris apertis contineatur, ut sepulchro eius suspendatur. Memineritis et amore dei et nostri Astralabii vestri, ut aliquam ei vel a Parisiensi, vel ab alio quolibet episcopo praebendam adquiratis. Vale, dominus vos custodiat et praesentiam vestram quandoque nobis exhibeat. »
46. ↑  Cf. réponse critique de Remy de Gourmont à ce point de vue qui fit polémique.

### Sources
1. ↑  J. de Meung, Le Roman de la Rose, vv. 8768-8772, cote 482/665, f. 60v, musée Condé, Chantilly, [s.d.] (XIVe siècle).
2. 1 2 3 4  B. M. Cook, The birth of Héloïse : New light on a old mystery., Institut of historical research of University of London, Londres, septembre 2000.
3. 1 2  E. Bouyé, Notice, in Abailard et Héloïse, p. 364, Folio Gallimard, Paris, décembre 2006  (ISBN 2-07-041528-7).
4. 1 2  D. de Rougemont, L'Amour et l'Occident, p. 120-121, 234 note 1 & 408, 10/18, Paris, 1972  (ISBN 2-264-00838-5).
5. 1 2  J.-Y. Tilliette, « une pédagogie de la conversion », cité in Introduction in Lettres d'Abailard et Héloïse, éd. E. Hicks & Th. Moreau, p. 28, Le Livre de poche Librairie générale française, no 4572, Paris, 2007.
6. ↑  J. Paulhan, Le bonheur dans l'esclavage, in P. Réage, Histoire d'O, éditions J.J. Pauvert, Sceaux, 1954.
7. ↑  D. E. Luscombe (en), « The School of Peter Abelard. The Influence of Abelard’s Thought in the Early Scholastic Period », p. 60-102, CUP, Cambridge, 1969.
J. S. Barrow, Ch. S. F. Burnett & D. E. Luscombe, « A Checklist of the Manuscripts Containing the Writings of Peter Abelard and Heloise and Other Works Closely Associated with Abelard and his School », in Revue d’histoire des textes, vol. XIV-XV, p. 183-302, IRHT, Paris, 1985  (ISSN 0373-6075).
C. Mews (en), Scriptorium, revue internationale des études relatives aux manuscrits médiévaux., vol. XLI, p. 327-330, IRHT, Paris, 1987  (ISSN 0036-9772).
C. J. Mews, « La bibliothèque du Paraclet du XIIIe siècle à la Révolution », in Studia Monastica, no 27, p. 31-67, Abbaye de Montserrat, Monistrol, 1985  (ISSN 0039-3258), rééd. in Reason and Belief in the Age of Roscelin and Abelard, Variorum (en), Farnham, 2002.
8. ↑  R. Bezzola, Les Origines et la formation de la littérature courtoise en Occident (500-1200), vol. I, II & III, Paris, Champion, 1958-1963.
9. ↑  B. Newman (en), « Authority, authenticity, and the repression of Heloise. », in The Journal of Medieval and Renaissance Studies, n° 22, p. 121-57, DUP, Durham (Caroline du Nord), 1992.
10. 1 2 3 4 5  G. Constable, The letters of Peter The Venerable, no 167, Harvard, Cambridge (Massachusetts), 1967.
P. de Montboissier, Première lettre à Héloïse, in L. Stouff, Héloïse et Abélard - Lettres, 10/18, Paris, 1964.
11. ↑  C. Mews (en), Negotiating the boudaries of gender in religious life : Robert of Arbrissel and Hersende, Abelard and Heloise, in Viator, v. XXXVII, p. 113-148, Berkeley (Californie), 2006.
12. 1 2 3  C. Mews (en), Women Readers in the Age of Heloise, in G. Signori, Die Lesende Frau, Harrassowitz, Wiesbaden, 2009.
13. ↑  Maître de Fauvel, L'assaut de Jérusalem, 1099, in fonds Manuscrits français, cote 22495, f. 69v, BNF, 1337.
14. ↑  B. M. Cook, Abelard and Heloise : some notes towards a family tree., Genealogists' Magazine, vol. 26, no 6, p. 208, Londres, juin 1999.
15. ↑  Guy Lobrichon, Héloïse, l'amour et le savoir, Gallimard, 2005.
16. 1 2  W. Robl, Heloïsas Herkunft: Hersindis Mater, Olzog, Munich, 2001  (ISBN 3-7892-8070-4).
17. ↑  R. de Lasteyrie, Cartulaire général de Paris, t. I, 528-1180, no 143, Imprimerie nationale, Paris, 1887.
18. ↑  G. Lobrichon, Héloïse, l'amour et le savoir., p. 142 & sq., Gallimard, Paris, 2005.
19. ↑  Enluminure du XIVe siècle in Chroniques de Saint-Denis, fonds Royal, cote 16 G VI, f. 271, British Library, Londres.,
20. 1 2  W. Robl, Hersindis Mater. Neues zur Familiengeschichte Heloisas mit Ausblicken auf die Familiengeschichte Peters Abaelard, in U. Niggli, Abaelard. Werk, Leben, Wirkung, Forschungen zur europäischen Geistesgeschichte no 4, p. 62, Herder (de), Fribourg-en-Brisgau, 2003  (ISBN 3-451-28172-4).
21. ↑  B. Guérard, Cartulaire de l'église Notre-Dame de Paris, in Collection de documents inédits sur l'histoire de France, vol. 1, Crapelet, Paris 1850.
22. ↑  W. Robl, Auf den Spuren eines großen Philosophen: Peter Abaelard in Paris, in Untersuchungen zur Topographie von Paris und zur Alltagsgeschichte des Frühscholastikers zwischen 1100 und 1140, p. 45., Neustadt, mai 2002.
23. 1 2 3 4 5 6 7 8 9 10 11 12 13 14 15 16 17 18 19 20 21 22 23 24 25 26  Abélard, Historia calamitatum.
24. ↑  B. de Bourgueil, Carmina, in J.Y. Tillette, Poèmes de Baudri de Bourgueil, t. I, no 85, p. 80-81, Paris, 1998.
25. ↑  Abélard, éd. J. Monfrin, Historia calamitatum, p. 70, Vrin, Paris, 1978.
26. 1 2  P. Dronke, Medieval latin and the rise of the european love-lyric, t. I, p. 313-318, Oxford, 1968.
27. ↑  Delaunay, notice, p. 20, note 1, in D. Gervaise, Lettres d'Héloïse et Abeilard, Fournier, Paris, 1795.
28. ↑  C. Mews (en), Hugh Metel, Heloise and Peter Abelard; the Letters of an Augustinian Canon and the Challenge of Innovation in Twelth-century Lorraine., in Viator, 32, p. 59-91, UCLA, Los Angeles, 2001.
29. ↑  Marie-Andrée Roy et Agathe Lafortune, op. cit., p.  87, 88.
30. 1 2 3 4 5 6  Héloïse, Lettres d'Héloïse et Abélard, II.
31. ↑  Trad. E. Wolff, Carmina Burana, p. 356, Imprimerie nationale, Paris, 1995.
32. ↑  Carmina Burana, n° 179, op. cit.
33. ↑  P. Dronke & G. Orlandi, New Works by Abelard and Heloise, in Filologia mediolatina, XII, pp. 123–177, Fondation Ezio Franceschini, Spolète, 2005.
34. ↑  Lettres des deux amants, n° 20, op. cit.
35. ↑  S. Piron, Lettres des deux amants, p. 130, NRF Gallimard, Paris, 2005  (ISBN 2-07-077371-X).
36. ↑  Justyna Budzińska-Tylicka, Du corset, ses méfaits au point de vue hygiénique et pathologique., thèse de médecine no 77, Jouve & Boyer, 1898.
37. ↑  S. Piron, Enquête sur un texte, in Lettres des deux amants, p. 183-185, Gallimard, Paris, 2005  (ISBN 2-07-077371-X).
38. ↑  J. O. Ward & N. Chiavaroli, The young Heloise and latin rhetoric: some preliminary comments on the "lost" love letters and their significance., in B. Wheeler, Listening to Heloise: the voice of the twelfth century woman, p. 134-136, Palgrave Macmillan, New York, 2000.
39. ↑  Marc, VIII, 35 "Qui se perd pour moi et la Bonne Nouvelle se sauve".
40. ↑  J. de la Croix, Le Cantique spirituel, A, scolie § XX (B $ XXIX), "L'âme qui est vraiment embrasée d'amour de Dieu se laisse perdre aussitôt à tout le créé pour se retrouver avec plus de gain dans celui qu'elle aime", Desclée de Brouwer, Paris, 1933.
41. ↑  Fénelon, Lettres sur la religion, VI, Cambrai, 14 juillet 1715, in L. A. Martin, Œuvres de Fénelon, évêque de Cambrai, précédées d'études sur sa vie, t. I, p. 134, Lefèvre, Paris, 1835.
42. 1 2  E. Gilson, La morale de l'amour pur, in Abélard et Héloïse, éd. E. Bouyé, Correspondance, p. 30-31, Folio Gallimard, Paris, septembre 2000  (ISBN 2-07-041528-7).
43. ↑  Abélard, Scito te ipsum, 1139.
44. ↑  E. Gilson, La morale de l'amour pur, in Abélard et Héloïse, éd. E. Bouyé, Correspondance, p. 28, Folio Gallimard, Paris, septembre 2000  (ISBN 2-07-041528-7).
45. ↑  Tertullien, Adversus Marcionem, IV, 27.
46. 1 2 3 4 5  Lettres des deux amants, no 25, op. cit.
47. ↑  De Amicitia.
48. ↑  E. Fortescue-Brickdale, Golden book of famous women, p. 15, Hodder & Stoughton, Londres, 1919.
49. 1 2  S. Piron, « L’éthique amoureuse des Epistolae duorum amantium », in Recherche d'histoire intellectuelle des sociétés médiévales, IV "Poésie et prophétie", p. 99, Université d'Orléans, Orléans, septembre 2010 (thèse d'habilitation).
50. 1 2  Lettres des deux amants, no 23, op. cit.
51. ↑  Lettres des deux amants, no 24, op. cit.
52. ↑  Lettres des deux amants, no 21, op. cit.
53. ↑  C. Mews (en), Les lettres d’amour perdues d’Héloïse et la théologie d’Abélard, in J. Jolivet & H. Habrias, Pierre Abélard. Colloque international de Nantes, p. 137-159, PUR, Rennes, 2003.
54. ↑  Abélard, « voilà tout ce que j'aimais. », ibidem.
55. ↑  Lettres des deux amants, no 60, op. cit.
56. ↑  Abélard, Lettres d'Héloïse et Abélard, V.
57. 1 2  S. Piron, "Reconstitution de l'intrigue", in Lettres des deux amants, p. 27, NRF Gallimard, Paris, 2005  (ISBN 2-07-077371-X).
58. ↑  J. Jolivet, Abélard ou la philosophie dans le langage, p. 18, Saint-Paul, 1994.
59. ↑  Abélard, Lettres des deux amants, no 108, op. cit.
60. ↑  Abélard, éd. J. Monfrin, Historia calamitatum, p. 74, Vrin, Paris, 1978.
61. ↑  B. East, Abelard’s Anagram, in Notes and Queries, nouvelles séries 42-3, p. 269, Oxford University Press, Oxford, 1995.
62. ↑  Ch. de Rémusat, Abélard: sa vie, sa philosophie et sa théologie, vol. I, p. 2, Didier libraire éditeur, 1855.
63. ↑  É. Gilson, Héloïse et Abélard, p. 72, Vrin, Paris, 1984.
64. 1 2 3 4  Héloïse, Lettres d'Héloïse et Abélard, II, in Correspondance, p. 117, op. cit.
65. ↑  Guibert, Autobiographie, introduction, édition et traduction par Edmond-René Labande, p. 32, Les Belles Lettres, Paris, 1981.
66. ↑  Abélard, Correspondance, V.
67. ↑  E. Gilson, Héloïse et Abélard, p. 25-54, Paris, Vrin, 1978.
68. ↑  Abélard, Sermones, XXXIII.
69. ↑  M. T. Clanchy, Abélard, p. 230-251, Flammarion, Paris, 1997.
70. 1 2 3  Foulques de Deuil, Lettre à Abélard, in L. Stouff, Héloïse et Abélard - Lettres, p. 244, 10/18, Paris, 1964.
71. 1 2 3 4 5 6 7  Héloïse, Lettres d'Héloïse et Abélard, II.
72. ↑  Lucain, La Pharsale, VIII, 96-98
« (...) Cur inpia nupsi,
Si miserum factura fui? nunc accipe poenas,
Sed quas sponte luam. (...) ».
73. ↑  Lucain, La Pharsale, VIII, 86 & sq.
74. 1 2 3 4 5  Roscelin, Lettre à Abélard, in L. Stouff, Héloïse et Abélard - Lettres, p. 248, 10/18, Paris, 1964.
75. ↑  Abélard, Lettre à Girbert, in Y. Ferroul, Héloïse et Abélard, lettres et vie, Flammarion Paris, 1996.
76. ↑  O. de Frisingen, Chronique (de), XLVII, cité in L. Stouff, Héloïse et Abélard - Lettres, p. 299, 10/18, Paris, 1964.
77. ↑  in V.-A. Malte-Brun, La France illustrée, géographie, histoire, administration, statistique, etc., t. I, Rouff, Paris, 1897.
78. ↑  L. Bruandet, Vue des restes de l'oratoire d'Abeilard dans l'intérieur de l'abbaye du Paraclet, dessin gravé par M. Picquenot, musée de l'abbaye Saint-Loup, Troyes, 1793.
79. ↑  L. Veyssière, Les différences de vues et de réalisation entre Étienne Harding et Bernard de Clairvaux à propos des premières moniales cisterciennes, in N. Bouter, Unanimité et diversité cisterciennes : filiations, réseaux, relectures du XIIe au XVIIe siècle - Actes du quatrième Colloque international du C.E.R.C.O.R., Dijon, 23-25 septembre 1998, p. 135, note 5, Université Jean Monnet, Saint-Étienne, 2000,  (ISBN 2-86272-177-8).
80. ↑  Archives de Loire-Inférieure, fonds de l'abbaye de Buzé : Jugement de Bernard, évêque de Nantes sur un litige avec les moines de Buzay relatif à une vigne. 1153/1157, in Bulletin, vol. IV, p. 50-51., Société des bibliophiles bretons et de l'histoire de Bretagne, Nantes, 1881.
81. ↑  J. Verger, L'Amour castré. L'histoire d'Héloïse et Abélard, p. 117, Hermann, Paris, 1996.
82. ↑  Ch. Charrier, Héloïse dans l'histoire et dans la légende, p. 376 & sq., Champion, Paris, 1933.
83. ↑  Abélard, De Eleemosyna pro sanctimonialibus de Paraclito, in Sermones, XXX.
84. ↑  Abélard, Chant pour Astrolabe, CCCLXXv, v. 1-6 & 9-10, Paraclet ?, ~1139.
85. ↑  J.B. Hauréau, Notice et extraits des manuscrits de la bibliothèque nationale, t. XXXIV-2, p. 187, Académie des inscriptions et belles-lettres, Paris, 1895.
86. ↑  Abélard, Sermones.
87. ↑  Abélard, Expositio in hexameron.
88. ↑  Abélard, Carmen ad Astralabium, in J. M.A. Rubingh-Bosscher, Peter Abelard. Carmen ad Astralabium. A Critical Edition, chez l'auteur, Groningue, 1987.
89. ↑  J. Dalarun, Nouveaux aperçus sur Abélard, Héloïse et le Paraclet, in Francia - Forschungen zur westeuropäischen Geschichte, n° XXXII, p. 27, Institut historique allemand, Paris, mars 2005.
90. ↑  Héloïse, Lettres d'Héloïse et Abélard, VI.
91. ↑  Abélard, Lettres d'Héloïse et Abélard, VIII.
92. ↑  S. Le Men, Héloïse et Abélard : un mythe romantique., in L'Invention du passé. Gothique mon amour... 1802-1830. Monastère royal de Brou. Bourg-en-Bresse. Exposition du 19 avril au 21 septembre 2014., vol. I, Hazan, Malakoff, avril 2014.
93. ↑  J. B. Mallet, Héloïse à l’abbaye du Paraclet, Huile sur toile, 27 x 22 cm., Musée Fragonard, Grasse.
94. ↑  J. Dalarun, Nouveaux aperçus sur Abélard, Héloïse et le Paraclet, in Francia - Forschungen zur westeuropäischen Geschichte, n° XXXII, p. 58-62, Institut historique allemand, Paris, mars 2005.
95. ↑  J. Dalarun, Nouveaux aperçus sur Abélard, Héloïse et le Paraclet, in Francia - Forschungen zur westeuropäischen Geschichte, n° XXXII, p. 65, Institut historique allemand, Paris, mars 2005.
96. 1 2  E. Gilson, Le mystère Héloïse, in Abélard et Héloïse, éd. E. Bouyé, Correspondance, p. 51, Folio Gallimard, Paris, septembre 2000  (ISBN 2-07-041528-7).
97. ↑  E. Gilson, Le mystère Héloïse, in Abélard et Héloïse, éd. E. Bouyé, Correspondance, p. 36-54, Folio Gallimard, Paris, septembre 2000  (ISBN 2-07-041528-7).
98. ↑  J. Monfrin, Le problème de l'authenticité de la correspondance d'Abélard et d'Héloïse, in Pierre Abélard. Pierre le Vénérable. Les courants philosophiques, littéraires et artistiques en Occident au milieu du XIIe siècle - Abbaye de Cluny 2 au 9 juillet 1972, p. 409-424, Collect° Colloques internationaux du CNRS no 546, Éditions du CNRS, Paris, 1975.
99. 1 2 3  J. Dalarun, Nouveaux aperçus sur Abélard, Héloïse et le Paraclet, in Francia, t. 32, p. 21-26, 2005.
100. ↑  J. Dalarun, Nouveaux aperçus sur Abélard, Héloïse et le Paraclet, in Francia, t. 32, p. 19-66, 2005.
101. ↑  J. Dalarun, Nouveaux aperçus sur Abélard, Héloïse et le Paraclet, in Francia - Forschungen zur westeuropäischen Geschichte, n° XXXII, p. 33, Institut historique allemand, Paris, mars 2005.
102. ↑  J. Dalarun, Nouveaux aperçus sur Abélard, Héloïse et le Paraclet, in Francia - Forschungen zur westeuropäischen Geschichte, n° XXXII, p. 39, note 105, Institut historique allemand, Paris, mars 2005.
103. ↑  J. Dalarun, Nouveaux aperçus sur Abélard, Héloïse et le Paraclet, in Francia - Forschungen zur westeuropäischen Geschichte, n° XXXII, p. 42, Institut historique allemand, Paris, mars 2005.
104. ↑  Abélard, Lettre VII à Héloïse, in E. Bouyé, Correspondance, p. 194, Folio Gallimard, Paris, septembre 2000  (ISBN 2-07-041528-7).
105. ↑  Abélard, Lettre VII à Héloïse, in E. Bouyé, Correspondance, p. 196, Folio Gallimard, Paris, septembre 2000  (ISBN 2-07-041528-7).
106. ↑  f. XCII v.
107. ↑  Geoffroy d'Auxerre, Vie de Saint Bernard, V, $ 14, in L. Charpentier, Œuvres complètes de Saint Bernard, t. VIII, 3, Librairie Louis de Vivès éd., Paris, 1866.
108. ↑  Yves Sassier, Hugues Capet : Naissance d'une dynastie, Fayard, coll. « Biographies historiques », 14 janvier 1987, 364 p. (ISBN 978-2-213-67002-7, lire en ligne), p.146-147
109. ↑  B. de Fontaine, Lettre au pape Innocent II au nom des évêques de France, $ 1, in L. Charpentier, Œuvres complètes de Saint Bernard, t. II., lettre 337, Librairie Louis de Vivès éd., Paris, 1866.
110. 1 2 3  Bérenger, Lettre ouverte à Bernard, in L. Stouff, Héloïse et Abélard - Lettres, 10/18, Paris, 1964.
111. ↑  Abélard, Dernière lettre à Héloïse, in L. Stouff, Héloïse et Abélard - Lettres, p. 264, 10/18, Paris, 1964.
112. 1 2  Th. Hersart de La Villemarqué, Barzaz Breiz, I, 16, p. 135-138, Didier & Cie, Paris, réed. 1867.
113. 1 2  J.-J. Ampère, 1841, cité in Th. Hersart de La Villemarqué, Barzaz Breiz, I, 16, note p. 135, Didier & Cie, Paris, réed. 1867.
114. ↑  Portalié, in A. Vacant & E. Mangenot, Dictionnaire de théologie catholique, col. 42, Létouzey & Ané, 1925.
115. ↑  B. Gui, De Origine prima Francorum, fol. 190r, cote Ms. 450, Bibliothèque municipale, Toulouse, 1315.
116. ↑  B. Gui, De Origine prima Francorum, fol. 49v, cote Ms. 450, Bibliothèque municipale, Toulouse, 1315.
117. ↑  Abélard, Lettres d'Héloïse et Abélard, III.
118. ↑  A. A. L. Follen, Alte christliche Lieder und Kirchengesänge : Teutsch und lateinisch: nebst einem Anhange, p. 128-233, Büschler, 1819.
119. ↑  Ch. de Rémusat, op. cit., p. 262.
120. ↑  Héloise & al., Institutiones noastrae, MS 802, ff. 89 r.-90 v., Bibliothèque municipale, Troyes, [s.d.].
121. ↑  Ch. Waddell, The Paraclete statutes: notes towards a commentary on the Paraclete "Institutiones noastrae", in Cistercian liturgy series, no 20, p. 131, abbaye de Gethsémani, Louisville (Kentucky), 1987.
122. ↑  Ch. Waddell, Peter abelard as a creator of liturgical texts, in R. Thomas & al., Petrus Abelardus (1079-1142) : Person, Werk und Wirkung, in Trierer theologische Studien, vol. XXXVIII, p. 270, Paulinus Verlag, Trèves, 1980.
123. ↑  Marie de France, Lai du chèvrefeuille, ~1160~1189.
124. ↑  Listening to Héloïse: the voice of a Twelth-Century woman, sous la direction de B. Wheeler, Palgrave Macmillan, avril 2000.
125. ↑  Nécrologue, anno 1164, XVII kal. iunis, Paraclet, cité in Gall. Christ., XII, p. 574.
126. ↑  S. Piron, Heloise’s literary self-fashioning and the Epistolae duorum amantium, in L. Doležalová, Strategies of Remembrance. From Pindar to Hölderlin, p. 103-162, Cambridge Scholars Publishing, Newcastle, 2009.
F. Stella, Analisi informatiche del lessico e individuazione degli autori nelle Epistolae duorum amantium (XII secolo), in R. Wright, Latin vulgaire – latin tardif VIII. Actes du VIIIe colloque international sur le latin vulgaire et tardif à Oxford du 6 au 9 septembre 2006, Olms-Weidmann, Hildesheim, 2008.
127. ↑  In World-noted Women, D. Appleton & Co., New York, 1883.
128. 1 2 3  J.T Muckle, The Personnal Letters between Abelard and Heloise, in Medieval Studies, no 17, 1955.
129. ↑  J. Dalarun, Nouveaux aperçus sur Abélard, Héloïse et le Paraclet, in Francia - Forschungen zur westeuropäischen Geschichte, n° XXXII, p. 32, Institut historique allemand, Paris, mars 2005.
130. ↑  J. Dalarun, Nouveaux aperçus sur Abélard, Héloïse et le Paraclet, in Francia - Forschungen zur westeuropäischen Geschichte, n° XXXII, p. 26, Institut historique allemand, Paris, mars 2005.
131. ↑  J.P. Migne, Patrologia Latina, vol. CLXXVIII, p. 677-678, Le Petit Montrouge éd., Paris, 1853.
132. ↑  BNF, fonds latin, 14511, f. 18r-44v.
133. ↑  J. Dalarun, Nouveaux aperçus sur Abélard, Héloïse et le Paraclet, in Francia - Forschungen zur westeuropäischen Geschichte, n° XXXII, p. 66, note 255, Institut historique allemand, Paris, mars 2005.
134. ↑  Rotula obituaire de Vital de Mortain, BNF, Fonds Baluze, XLV, 371-389, Paris.
135. ↑  L.Delisle, Rouleau mortuaire du bienheureux Vital, abbé de Savigny, contenant 207 titres écrits en 1122-1123 dans différentes églises de France et d'Angleterre, Paris 1909.
136. ↑  Ch. Charrier, Héloïse dans l'histoire et dans la légende, p. 149, Champion, Paris, 1933.
137. ↑  Ms. lat. 2923, BNF, Paris.
138. ↑  |Th. Hersart de La Villemarqué, Barzaz Breiz, I, 16, note p. 139, Didier & Cie, Paris, réed. 1867.
139. ↑  Th. Hersart de La Villemarqué, Barzaz Breiz, I, 16, note p. 140, Didier & Cie, Paris, réed. 1867.
140. ↑  A. Vacant, Études théologiques sur les constitutions du Concile du Vatican d'après les actes du Concile, p. 112, Delhomme et Briguet, 1895.
141. ↑  Constant J. Mews "La voix d'Héloïse: un dialogue de deux amants" 2005, page 66.
142. ↑  Apologetica praefatio pro Petro Abaelardo, Nicolas Buon impr., Paris, 1616, in J.P. Migne, Patrologia Latina, vol. CLXXVIII, p. 71-104, Le Petit Montrouge éd., Paris, 1855.
143. ↑  R. de Bussy Rabutin, lettre XV à sa cousine, Chaseu lès Autun, 12 avril 1687, in R. de Bussy Rabutin, Les Lettres de messire Roger de Rabutin comte de Bussy, lieutenant général des armées du roi, et mestre de camp général de la cavalerie françoise et étrangère, vol II, p. 49, Florentin & Pierre Delaulne, Paris, 1697.
144. ↑  R. de Bussy Rabutin, Les Lettres de messire Roger de Rabution comte de Bussy, lieutenant général des armées du roi, et mestre de camp général de la cavalerie françoise et étrangère, vol II, p. 50-79, Florentin & Pierre Delaulne, Paris, 1697.
145. ↑  P. F. Godard, Les Lettres d’Héloïse et d’Abailard, Paris, 1737.
146. ↑  Ch. P. Colardeau, Lettre amoureuse d'Héloïse à Abailard, Veuve Duchesne, Paris, 1763.
147. ↑  Bussy Rabutin, Pope, Beauchamps, Colardeau, Dorat, Feutry, & al., Collection précieuse des lettres et épîtres amoureuses d'Héloïse avec les réponses d'Abeilard, Cailleau éd., Paris, 1777.
148. ↑  Ch. P. Colardeau, Lettre amoureuse d'Héloïse à Abailard, p. 16, Veuve Duchesne, Paris, 1766.
149. ↑  Voltaire, Lettre 6713,  Ferney, 13 avril 1774, in A. Beuchot, Œuvres de Voltaire, t. LXVIII, Correspondance XVIII, p. 480, Lefèvre-Firmin Didot, Paris, 1833.
150. 1 2  V. Cousin, Ouvrages inédits d'Abelard pour servir a l'histoire de la philosophie scholastique en France publiés, Imprimerie royale, Paris, 1836.
151. ↑  E. Oddoul, Lettres d'Abailard et d'Héloïse, Jean Gigoux, E. Houdaille, Paris, 1839.
152. ↑  Ch. de Rémusat, Abélard : drame inédit, Calmann Lévy, Paris, 1877, 488 p.
153. ↑  « Les Derniers Trouvères - Site officiel - Groupe médiéval », sur Les Derniers Trouvères (consulté le 22 avril 2019)
154. ↑  Cf. site référencé infra.
155. ↑  Gustave Flaubert, Dictionnaire des idées reçues.
156. ↑  C. Allemand-Cosneau, Clisson ou le retour d'Italie, in Cahiers de l'inventaire, p. 181, Imprimerie nationale, Paris, 1990.
157. ↑  Ph. Delorme, in Point de vue, no 3030, p. 78 et 79, Paris, 22 août 2006.
158. ↑  B. Lambert, in Point de Vue, no 3068, Paris, du 9 au 15 mai 2007.
159. ↑  G. B. Depping, Voyage de Paris à Neuchâtel en Suisse, fait dans l'automne de 1812, p. 4, Paris, 1813.
160. ↑  Abélard et Héloïse, éd. E. Bouyé, Correspondance, Lettre VII, p. 212, coll. « Folio », Gallimard, Paris, septembre 2000,  (ISBN 2-07-041528-7)
161. ↑  Le Dœuff, L’étude et le rouet. Des femmes, de la philosophie, etc., p. 73, Seuil, Paris, 1989.
162. ↑  M. Le  Dœuff, « Cheveux longs, idées courtes. », in M. Le  Dœuff, L’Imaginaire  philosophique, p. 135–167, Payot, Paris, 1980.
163. ↑  M. Le  Dœuff, « Cheveux longs, idées courtes. », p. 142, op. cit.
164. ↑  M. Le  Dœuff, « Cheveux longs, idées courtes. », p. 140, op. cit.
165. ↑  W. Hodges, Model theory, in Encyclopedia of Mathematics, Cambridge University Press, Cambridge, 1993  (ISBN 0-521-30442-3).
166. ↑  (en) Working Group for Planetary System Nomenclature, Gazetteer of Planetary Nomenclature 1994, Washington, International Astronomical Union, United States Government Printing Office, 1995, 295 p. (lire en ligne), p. 17.
167. ↑  J.P. Migne, Patrologia Latina, vol. CLXXXIX, p. 427-428, Le Petit Montrouge éd., Paris, 1853.